# Моцарт, Вольфганг Амадей
Во́льфганг Амаде́й Мо́царт (нем. Wolfgang Amadeus Mozart, МФА МФА: [ˈvɔlfɡaŋ amaˈdeus ˈmoːtsaʁt]о файле; полное имя — Иога́нн Хризосто́м Во́льфганг Амаде́й Мо́царт (нем. Joannes Chrysostomus Wolfgangus Theophilus Mozart); 27 января 1756, Зальцбург[…] — 5 декабря 1791[…], Вена[…]) — австрийский композитор и музыкант-виртуоз. Один из самых популярных классических композиторов, оказал большое влияние на мировую музыкальную культуру.
По свидетельству современников, обладал феноменальным музыкальным слухом, памятью и способностью к импровизации. Самый молодой член Болонской филармонической академии (с 1770 года) за всю её историю, а также самый молодой кавалер ордена Золотой шпоры (1770).
В отличие от многих композиторов XVIII века не просто работал во всех музыкальных формах своего времени, но и добился в них большого успеха. Многие из его сочинений признаны шедеврами симфонической, концертной, камерной, оперной и хоровой музыки. Наряду с Гайдном и Бетховеном принадлежит к наиболее значительным представителям Венской классической школы. Биография Моцарта, в особенности его образ жизни и обстоятельства его ранней смерти, была предметом многочисленных спекуляций и споров, которые в свою очередь дали почву для появления различных художественных вымыслов и расхожих мифов.

## Ранние годы (1756—1763)

### Детство и семья

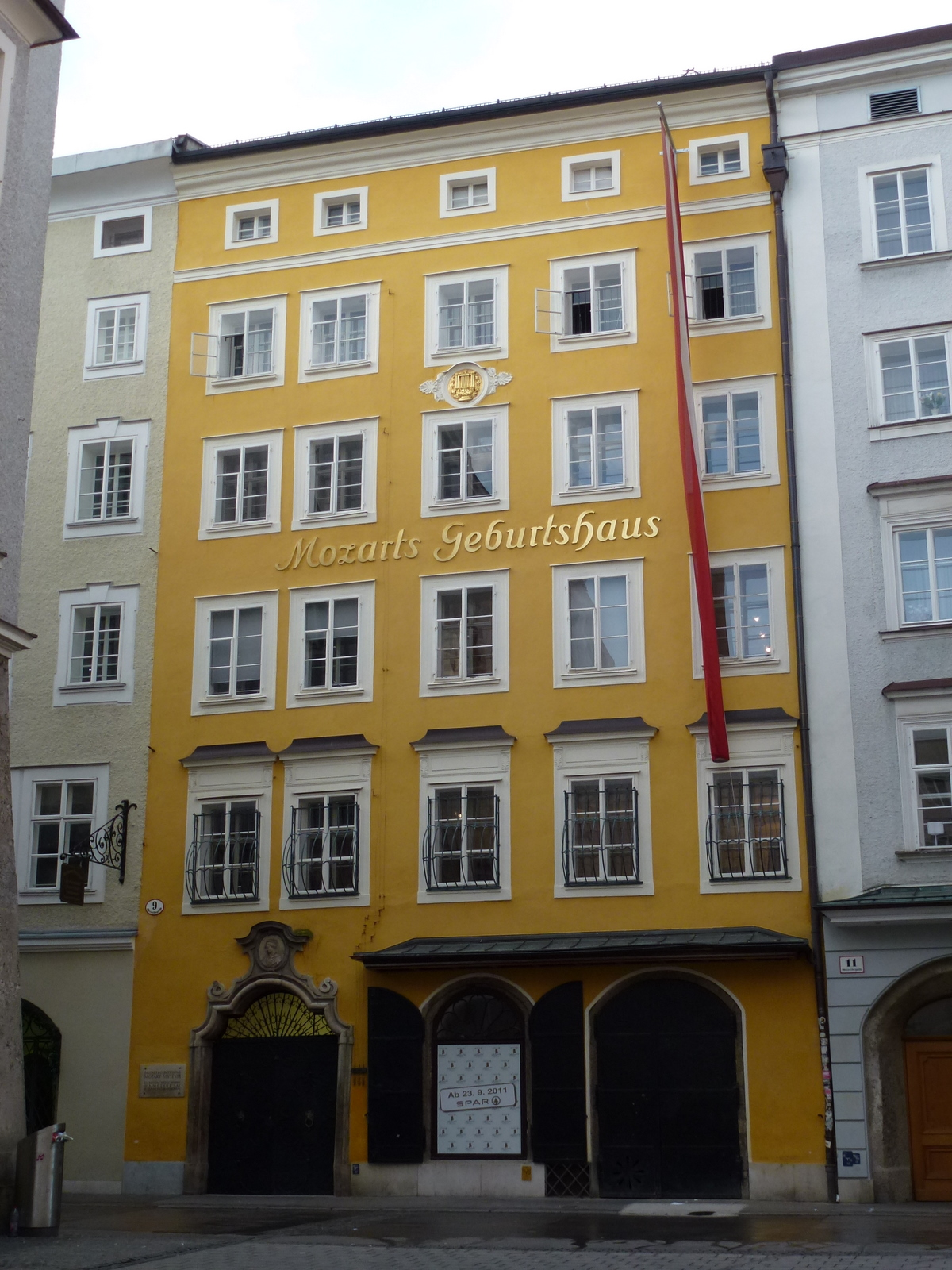
Дом, в котором родился Моцарт. С 1880 года там располагается музей композитора

Вольфганг Амадей Моцарт родился 27 января 1756 года в Зальцбурге, бывшем тогда столицей Зальцбургского архиепископства, в доме по адресу Гетрайдегассе, 9. Его отец Леопольд Моцарт был скрипачом и композитором в придворной капелле князя-архиепископа зальцбургского, графа Сигизмунда фон Штраттенбаха. Мать — Анна Мария Моцарт (урождённая Пертль), дочь комиссара-попечителя богадельни в Санкт-Гильгене. Из семерых детей от брака Моцартов выжили только двое: дочь Мария Анна, которую друзья и родственники звали Наннерль, и сын Вольфганг. Его рождение едва не стоило матери жизни. Лишь спустя некоторое время она смогла избавиться от слабости, внушавшей опасение за её жизнь. На второй день после рождения Вольфганг был крещён в Зальцбургском соборе Святого Руперта. Запись в книге крещений даёт его имя на латыни как Johannes Chrysostomus Wolfgangus Theophilus Mozart. Первые две составляющие полного имени — имя святого Иоанна Златоуста — в повседневной жизни не использовались. Четвёртая составляющая имени (Theophilus) имеет греческое происхождение и означает «возлюбленный Богом». Это имя Моцарта в течение его жизни переводилось на другие языки: нем. Gottlieb , лат. Amadeus, итал. Amadeo. Сам Моцарт предпочитал, чтобы его называли третьим именем: Вольфганг.

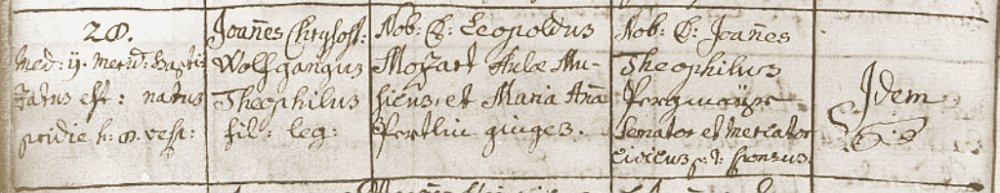
Запись в книге крещения. Во втором столбце можно прочитать: «Joan̅es Chrysost[omus] Wolfgangus Theophilus»

Музыкальные способности обоих детей проявились в очень раннем возрасте. В семь лет Наннерль стала получать от отца уроки игры на клавесине. Эти уроки оказали огромное воздействие на маленького Вольфганга, которому было около трёх лет: он садился за инструмент и мог подолгу развлекаться подбором созвучий. Кроме того, он запоминал отдельные места музыкальных пьес, которые слышал, и мог проиграть их на клавесине. Это произвело большое впечатление на отца, Леопольда. В четыре года отец начал разучивать с ним на клавесине небольшие пьесы и менуэты. Почти сразу же Вольфганг хорошо научился их играть. Вскоре у него возникло стремление к самостоятельному творчеству: уже в пять лет он сочинял маленькие пьесы, которые отец записывал на бумаге. Самыми первыми сочинениями Вольфганга стали Анданте До мажор (K.1a) и Аллегро До мажор (K.1b) для клавира, которые были сочинены между концом января и апрелем 1761 года.

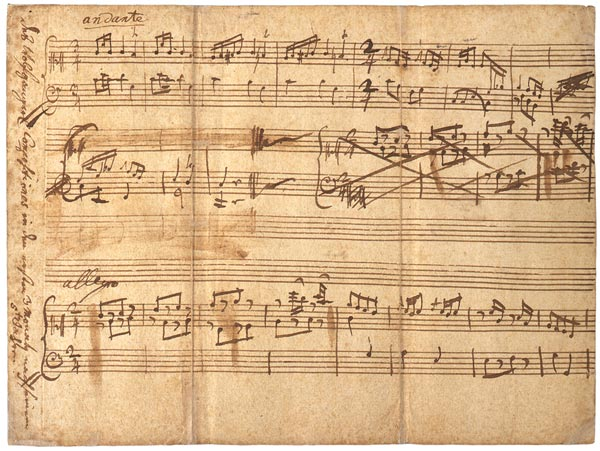
Анданте и Аллегро До мажор, записанные рукой Леопольда Моцарта

Леопольд завёл для своих детей нотные тетради, в которые он сам или его друзья-музыканты записывали различные сочинения для клавира. Нотная тетрадь Наннерль содержит менуэты и подобные им небольшие пьесы. К настоящему времени тетрадь сохранилась в сильно повреждённом и неполном виде. По этой тетради учился и маленький Вольфганг, в ней же записаны его первые сочинения. Нотная тетрадь самого Вольфганга, напротив, сохранилась полностью. В ней встречаются сочинения Телемана, Баха, Киркгофа и многих других композиторов. Музыкальные способности Вольфганга были удивительны: в шесть лет он, помимо клавесина, практически самостоятельно выучился играть на скрипке.
Отец был для сына лучшим преподавателем и воспитателем: он дал своим детям прекрасное домашнее образование; они никогда в жизни не ходили в школу. Мальчик всегда настолько отдавался тому, чему его заставляли учиться, что забывал обо всём, даже о музыке. Например, когда учился считать, то стулья, стены и даже пол были покрыты цифрами, написанными мелом.

### Первые путешествия

Леопольд Моцарт. Портрет работы Пьетро Антонио Лоренцони

Леопольд хотел видеть своего сына композитором, и поэтому для начала решил представить Вольфганга музыкальному миру как исполнителя-виртуоза. Этого требовал негласный старинный обычай, сохранявшийся вплоть до времён Бетховена: тот, кто хотел заслужить репутацию композитора, должен был зарекомендовать себя как исполнитель. Надеясь получить для мальчика хорошую должность и найти покровителя среди представителей известных дворянских особ, Леопольд решил совершить концертные путешествия по королевским и княжеским дворам Европы. Началась пора странствий, длившаяся почти десять лет. В январе 1762 года Леопольд предпринял со своими детьми первую пробную концертную поездку в Мюнхен, оставив жену дома. Вольфгангу на момент поездки минуло только шесть лет. Об этом путешествии известно только, что оно длилось три недели, и дети выступали перед курфюрстом Баварии Максимилианом III.
Успех в Мюнхене и энтузиазм, с которым слушатели встречали игру Вольфганга и его сестры Наннерль, удовлетворили Леопольда и укрепили в нём намерение продолжить подобные поездки. Вскоре после приезда домой он решил, что осенью вся семья поедет в Вену. Леопольд неспроста питал надежды именно в отношении Вены: в то время она была центром европейской культуры и искусств, и поэтому перед музыкантами там открывались широкие возможности, им оказывали поддержку влиятельные покровители. Остававшиеся до поездки девять месяцев были потрачены Леопольдом на дальнейшее образование Вольфганга. Однако он делал упор не на теорию музыки, в которой его сыну ещё предстояло многому научиться, а на всякого рода зрительные фокусы, которые публика того времени ценила больше, чем саму игру. Например, Вольфганг научился играть на покрытой тканью клавиатуре и с завязанными глазами, не делая при этом ошибок. Наконец, Леопольд взял у архиепископа отпуск и 18 сентября того же года с семьёй отправился в Вену. По пути они остановились в Линце и дали концерт, на котором присутствовали графы Герберштейн и Пальфи, большие любители музыки. Они были настолько восхищены и удивлены игрой маленьких вундеркиндов, что пообещали привлечь к ним внимание венской знати.
Из Линца Моцарты отправились в Вену на почтовом корабле по Дунаю. Сделав небольшую остановку в Ибсе и сойдя на берег, во францисканском монастыре Вольфганг впервые в жизни попробовал поиграть на органе. Услышав его исполнение, отцы-францисканцы прибежали на хоры, и, по выражению Леопольда Моцарта, «едва не умерли от восхищения», увидев, насколько превосходно играет мальчик.
6 октября Моцарты высадились на берег в Вене. Графы Герберштейн и Пальфи сдержали обещание: прибыв в Вену намного раньше Моцартов, они поведали о концерте в Линце эрцгерцогу Иосифу, а тот, в свою очередь, рассказал о концерте своей матери, императрице Марии Терезии. Благодаря этому, после прибытия в Вену отец получил приглашение на аудиенцию в Шёнбрунне на 13 октября 1762 года. Пока Моцарты ждали назначенного дня, они получали множество приглашений выступить в домах венских дворян. От игры маленького Вольфганга слушатели приходили в восторг. Вскоре вся венская аристократия только и говорила о маленьком виртуозе.

Портрет шестилетнего Вольфганга в костюме, подаренном императрицей. Неизвестный художник, предположительно Пьетро Антонио Лоренцони, 1763 год

В назначенный день, 13 октября, Моцарты поехали в Шёнбрунн — летнюю резиденцию императорского двора. Императрица устроила Моцартам тёплый и вежливый приём. На концерте, длившемся несколько часов, Вольфганг безупречно играл самую разнообразную музыку: от собственных импровизаций до произведений, которые давал ему придворный композитор Марии Терезии, Георг Вагензейль. Император Франц I, желая воочию убедиться в таланте ребёнка, просил его демонстрировать при игре всяческие исполнительские трюки: от игры одним пальцем до игры на покрытой тканью клавиатуре. Вольфганг без труда справлялся с подобными испытаниями, кроме того, вместе с сестрой он играл в четыре руки самые разные пьесы. Императрица была очарована игрой маленького виртуоза. После окончания игры она усадила Вольфганга себе на колени и даже позволила поцеловать себя в щёку. По окончании аудиенции Моцартам было предложено угощение и предоставлена возможность осмотреть дворец. Известен исторический анекдот, связанный с этим концертом: якобы, когда Вольфганг играл с детьми Марии Терезии, маленькими эрцгерцогинями, он поскользнулся на натёртом полу и упал. Эрцгерцогиня Мария Антуанетта, будущая королева Франции, помогла ему подняться. Вольфганг будто бы подскочил к ней и сказал: «Вы славная, я хочу на вас жениться, когда вырасту». Моцарты бывали в Шёнбрунне дважды. Чтобы дети могли появляться там в более красивой одежде, чем та, которая у них была, императрица подарила Моцартам два костюма — для Вольфганга и его сестры Наннерль.
Приезд маленького виртуоза произвёл настоящую сенсацию, благодаря этому Моцарты ежедневно получали приглашения на приёмы в дома знати и аристократии. Леопольд не хотел отказываться от приглашений высокопоставленных особ, так как в них он видел потенциальных покровителей сына. Выступления, длившиеся порой по несколько часов, сильно изматывали Вольфганга. В одном из писем Леопольд выражает опасение за его здоровье. Действительно, 21 октября, после очередного выступления перед императрицей, Вольфганг почувствовал себя плохо, и позже слёг, жалуясь на боль во всём теле. Появилась красная сыпь, начался сильный жар — Вольфганг заболел скарлатиной. Благодаря хорошему врачу он быстро поправился, однако приглашения на приёмы и концерты перестали поступать, так как аристократы боялись подхватить заразу. Поэтому Леопольд охотно согласился на приглашение, пришедшее от венгерских дворян, и повёз детей в Пресбург (ныне — Братислава).
Возвращаясь в Зальцбург, Моцарты опять на несколько дней задержались в Вене, и вернулись домой в первых числах нового 1763 года.

## Большое путешествие (1763—1766)

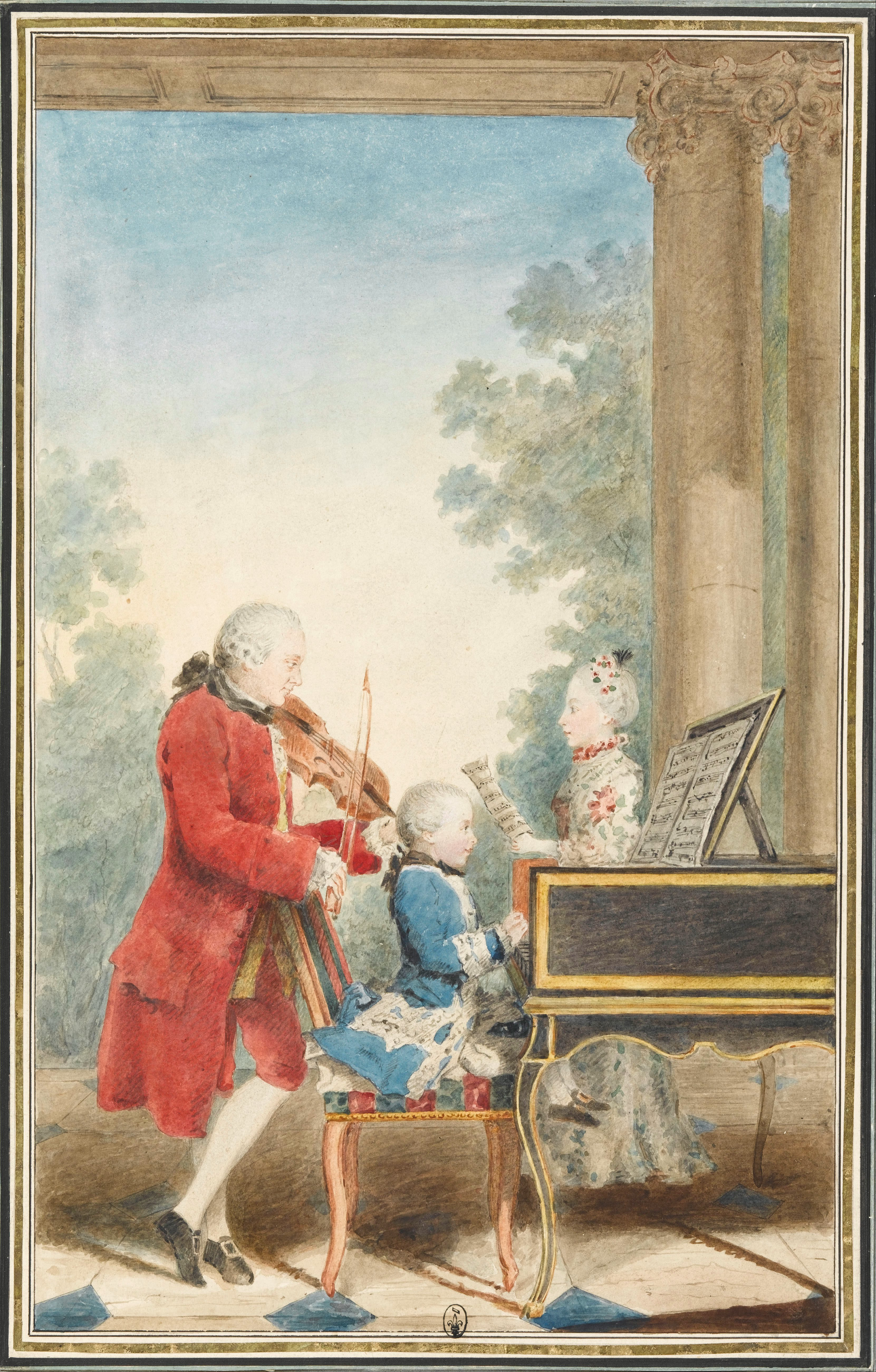
Леопольд, Вольфганг и Наннерль. Акварель Кармонтеля. Париж, 1763—1764 год

После перерыва в несколько месяцев Леопольд решил продолжить концертную деятельность с детьми. Целью новой поездки был выбран Париж — один из крупнейших музыкальных центров Европы того времени. Покровитель Леопольда, князь-архиепископ зальцбургский Сигизмунд фон Шраттенбах поддержал амбициозный проект своего подчинённого, и дал ему отпуск. Но он не ожидал, что Леопольд будет отсутствовать больше трёх лет. Семья выехала из Зальцбурга 9 июля 1763 года. Посетив по пути множество городов и княжеских дворов Германии, в которых Моцарты также давали концерты, они прибыли в Париж только 18 ноября того же года. Слава о детях-виртуозах быстро распространялась, и, благодаря этому, желание знатных особ послушать игру Вольфганга было велико.
Париж произвёл на Моцартов большое впечатление. В январе Вольфганг написал свои первые четыре сонаты для клавесина и скрипки, которые Леопольд отдал в печать. Он считал, что сонаты произведут большую сенсацию: на титульном листе было указано, что это сочинения семилетнего ребёнка. Концерты, которые давали Моцарты, вызывали большой ажиотаж. Благодаря полученному во Франкфурте рекомендательному письму, Леопольд и его семья были взяты под покровительство немецкого энциклопедиста и дипломата, Фридриха Мельхиора фон Гримма, имевшего большие связи. Именно благодаря усилиям Гримма Моцартов пригласили выступить при дворе короля Людовика XV в Версале. 24 декабря, в рождественский сочельник, они прибыли во дворец и провели там две недели, давая концерты перед королём и маркизой де Помпадур. На новый год Моцартам даже было позволено присутствовать на торжественном пиршестве, что считалось особой честью — они должны были стоять у стола, рядом с королём и королевой.
В Париже Вольфганг и Наннерль достигли удивительных высот в исполнительском мастерстве — Наннерль равнялась с ведущими парижскими виртуозами, а Вольфганг, кроме своих феноменальных способностей пианиста, скрипача и органиста, поражал публику искусством аккомпанемента экспромтом к вокальной арии, импровизацией и игрой с листа. В апреле, после двух больших концертов, Леопольд решил продолжить путешествие и посетить Лондон. Благодаря тому, что в Париже Моцарты дали много концертов, они неплохо заработали, кроме того, им дарили разные драгоценные подарки — эмалевые табакерки, часы, украшения и прочие безделушки.
Семья Моцартов покинула Париж 10 апреля 1764 года и через пролив Па-де-Кале отправилась в Дувр на специально нанятом ими корабле. Они прибыли в Лондон 23 апреля, и пробыли там пятнадцать месяцев. Пребывание в Англии ещё больше повлияло на музыкальное образование Вольфганга: он познакомился с выдающимися лондонскими композиторами — Иоганном Кристианом Бахом (младшим сыном Иоганна Себастьяна Баха) и Карлом Фридрихом Абелем. Несмотря на большую разницу в возрасте, Иоганн Кристиан Бах подружился с Вольфгангом и стал давать ему уроки, оказавшие на последнего огромное влияние: стиль Вольфганга стал свободнее и элегантнее. Он проявил к Вольфгангу искреннюю нежность, проводя с ним за инструментом целые часы, и играя с ним вместе в четыре руки. Здесь же, в Лондоне, произошло знакомство Вольфганга с известнейшим итальянским оперным певцом-кастратом Джованни Манцуолли, который даже стал давать мальчику уроки пения. Уже 27 апреля Моцартам удалось выступить при дворе короля Георга III, где вся семья была тепло принята монархом. На другом выступлении, состоявшемся 19 мая, Вольфганг поразил публику игрой с листа пьес И. Х. Баха, Г. К. Вагензейля, К. Ф. Абеля и Г. Ф. Генделя. Восторженный успехами сына Леопольд писал домой:
То, что он умел, когда мы выезжали из Зальцбурга, — просто тень по сравнению с тем, что он умеет теперь. […] Довольно того, что моя девочка — одна из искуснейших исполнительниц в Европе, хотя ей сейчас всего лишь двенадцать лет, и что мой мальчуган, коротко говоря, умеет в своём восьмилетнем возрасте всё, чего можно требовать от человека сорока лет.

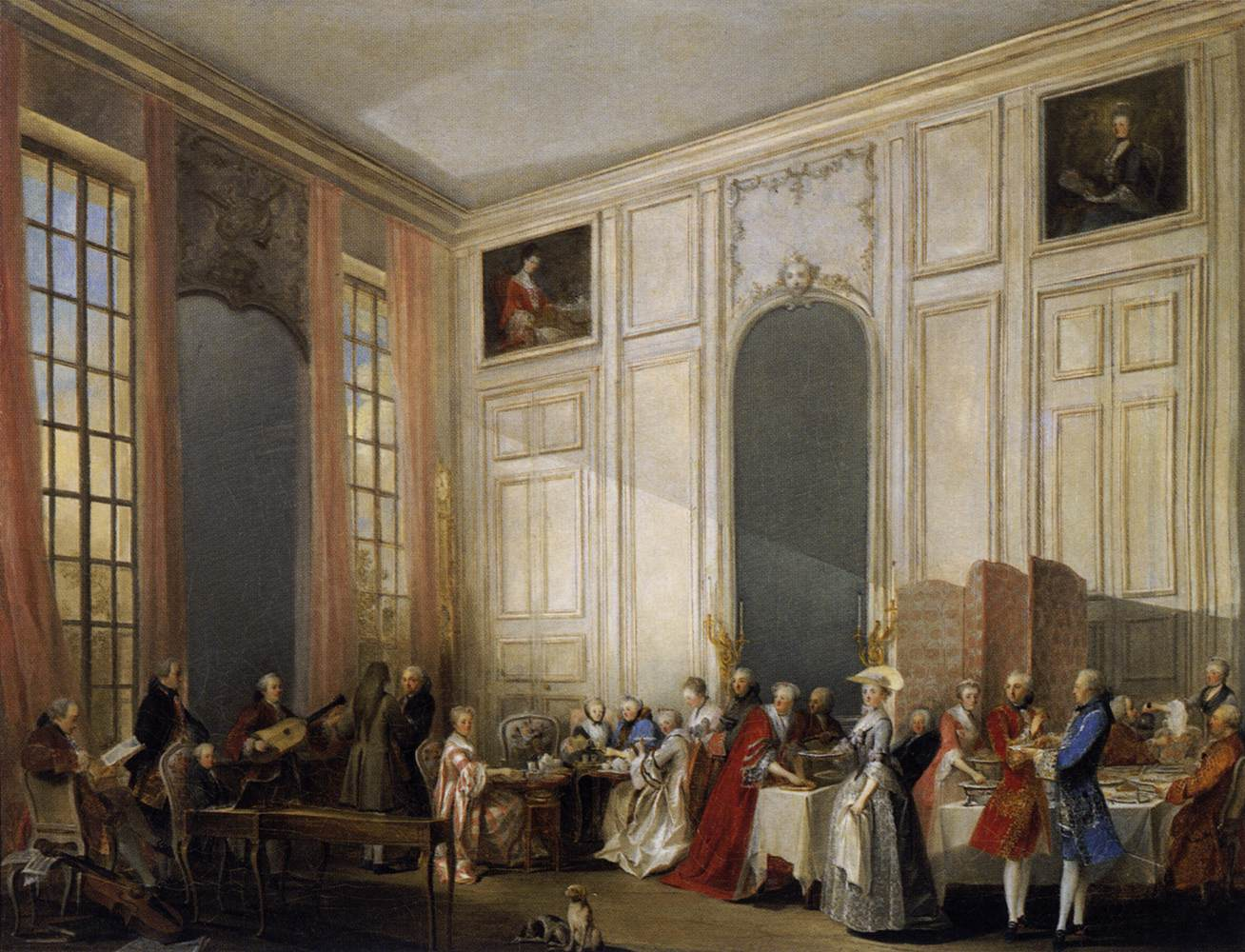
Восьмилетний Моцарт играет в парижском салоне принца Конти (1766)

И действительно, приехав в Англию как виртуоз, Вольфганг уезжал из неё уже как композитор: в Лондоне у него вновь просыпается стремление к творчеству, однако он пишет не только произведения для клавесина и скрипки, но даже вокальную и симфоническую музыку. Этому способствовал случай: в июле Леопольд тяжело заболел, и для того, чтобы содержать его в покое, в августе семья переехала в дом в пригородной местности Челси. Вольфгангу было запрещено играть на клавире, чтобы не тревожить отца. Не имея возможности заниматься игрой на инструменте, Вольфганг проводил больше времени за сочинением музыки. Это позволило ему создать свою первую в жизни симфонию (K.16, Ми-бемоль мажор). Таким образом, техническая подготовка Вольфганга продвинулась настолько, что он свободно владел правилами и формами композиции. Однако мнение о том, что Вольфганг уже достиг вершины композиторского мастерства, не совсем верно: в некоторых случаях Леопольд редактировал сочинения своего сына и наводил в них порядок. 19 июля 1765 года, в конце своего более чем годичного пребывания в Англии, Моцарты посетили Британский музей. 26 июля 1765 года Моцарты покинули Лондон, и, уступая настойчивым просьбам голландского посла, выражавшего желание принцессы послушать игру вундеркиндов, решили отправиться в Гаагу. Это не входило в первоначальные планы Леопольда, которому пришлось отказаться от намерения заехать в Италию перед возвращением домой.
Выехав из Дувра первого августа, они по морю достигли Кале и добрались до Гааги только через месяц, 11 сентября 1765 года. В Голландии, где Моцарты провели девять месяцев, Вольфганг написал ещё одну симфонию (K.22, Си-бемоль мажор) и шесть сонат для клавесина и скрипки. В сентябре Вольфганг играл перед королевским двором в Гааге. Там же были исполнены его первые симфонии. Поездка в Голландию чуть не оказалась для Моцартов роковой: Леопольд снова был болен, потом заболели и дети; Наннерль заболела на следующий день после прибытия в Гаагу и чуть не умерла — у неё начался брюшной тиф, а вскоре после её выздоровления тифом заболел Вольфганг. Он был на грани смерти почти два месяца, и за время болезни похудел до костей. Леопольду в Голландии выпала большая честь: его книгу «Школа скрипичной игры» перевели на голландский язык и издали.
В апреле 1766 года, спустя более чем через три года после начала путешествия, семейство Моцартов отправилось домой. Отпуск Леопольда был сильно просрочен, к тому же частые болезни детей свидетельствовали об их серьёзном переутомлении: дети нуждались в отдыхе. 10 мая они прибыли в Париж, где их старый друг Ф. М. фон Гримм уже подготовил для них квартиру. Гримм отмечал, что с момента своего пребывания в Париже в 1764 году, Вольфганг и Наннерль достигли необычайных успехов в музыке. Однако публика, больше ценившая «чудо-детей», стала равнодушна к уже изрядно подросшим вундеркиндам. Тем не менее, благодаря стараниям Гримма детей снова позвали играть при дворе в Версале. Через два месяца, 9 июля, семья покинула Париж и направилась домой, в Зальцбург. По пути они останавливались с концертами в Лионе, Женеве и Мюнхене, проводя в каждом городе по несколько недель. В конце ноября 1766 года семья вернулась домой в Зальцбург.

## Первые оперы
Результаты путешествия превзошли все ожидания: оно принесло Леопольду и детям огромный успех, о котором они и не могли мечтать. За три года отсутствия Вольфганг из обычного ребёнка превратился в десятилетнего композитора, что потрясло друзей и соседей Моцартов. Доподлинно неизвестно, посещал ли Вольфганг школу в Зальцбурге, однако не исключено, что Леопольд сам обучал своих детей: под его руководством Вольфганг занимался чтением, письмом и арифметикой, историей и географией. Особое внимание уделялось изучению иностранных языков — Вольфганг изучал латынь, итальянский, на котором он в дальнейшем свободно писал и говорил, а также французский и, вероятно, немного английский. Долгое время считалось, что в Зальцбурге Леопольд также занимался с сыном изучением контрапункта, о чём говорила сохранившаяся нотная тетрадь, однако позже было установлено, что на самом деле эта тетрадь относится к венскому периоду и содержит уроки взрослого Вольфганга с каким-то его неизвестным учеником.

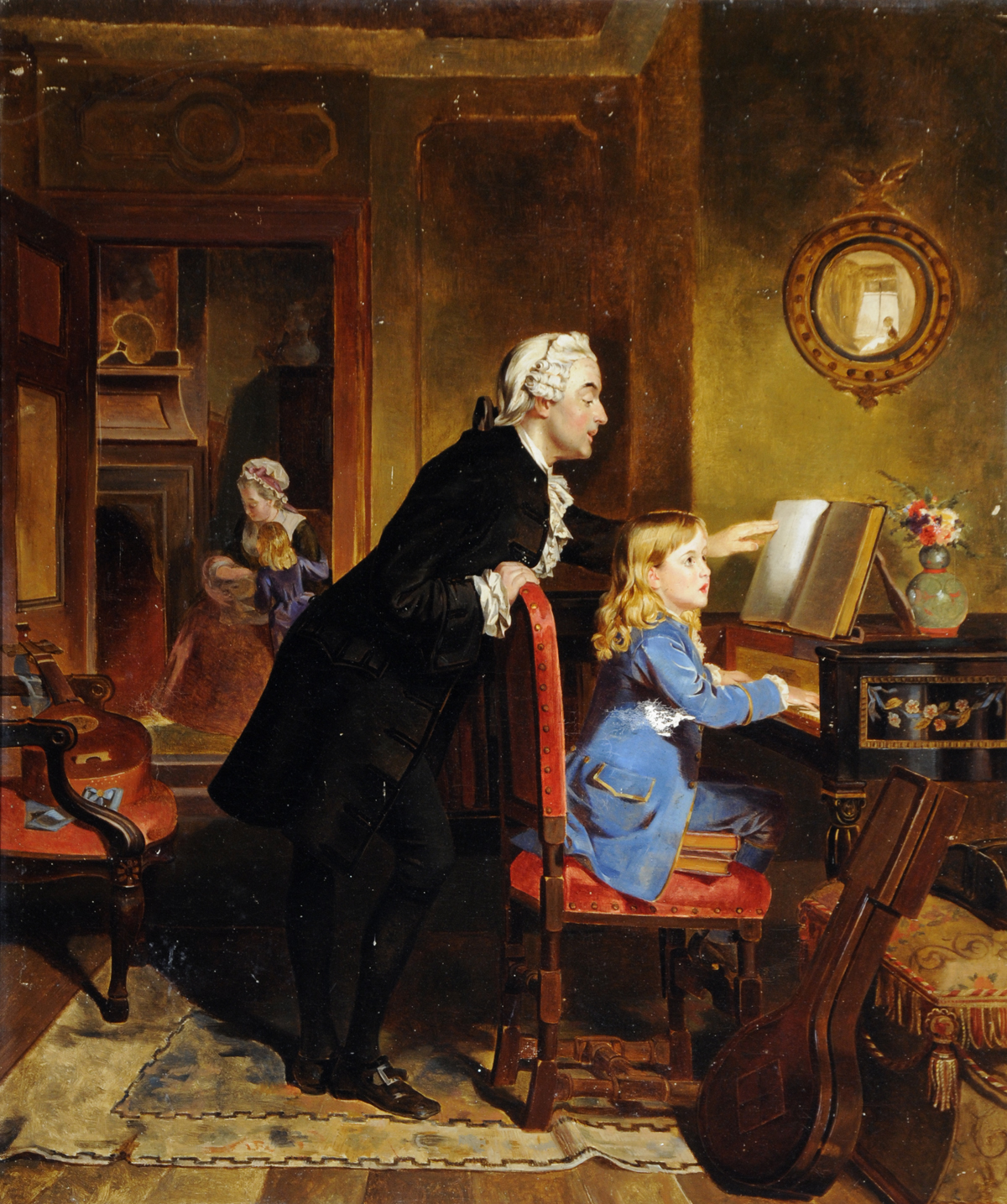
Картина XIX века, изображающая Вольфганга и его отца Леопольда за занятием музыкой. Художник — Эбенейзер Кроуфорд

Вскоре после возвращения из Англии Вольфганга, уже как композитора, привлекли к сочинению музыки: к годовщине принятия князем-архиепископом зальцбургским С. фон Штраттенбахом духовного сана, Вольфганг сочинил хвалебную музыку («A Berenice … Sol nascente», также известную как «Licenza», K.70/61c) в честь своего владыки. Исполнение, приуроченное непосредственно к торжеству, состоялось 21 декабря 1766 года. Кроме того, для нужд двора в разное время были сочинены также ныне утерянные различные марши, менуэты, дивертисменты, трио, фанфары для труб и литавр, и прочие «произведения на случай». С заказом архиепископского двора связано также и появление первого вокально-симфонического сочинения Вольфганга — немецкой оратории «Долг первой заповеди». Моцарт написал лишь первую часть оратории, вторая и третья части были написаны Михаэлем Гайдном и Антоном Адльгассером соответственно. С сочинением этой оратории связана легенда — будто бы архиепископ Штраттенбах, желая убедиться в чудесном даре Вольфганга, повелел запереть его на неделю у себя, чтобы тот никого не мог видеть. В этом заточении Вольфганг должен был написать ораторию на стихи, данные ему архиепископом. Однако, учитывая большой объём партитуры — 208 страниц, и некоторое количество нотного текста, написанного поочерёдно то Вольфгангом, то Леопольдом Моцартом, это крайне сомнительно. Так или иначе, исполнение первой части оратории, сочинённой Моцартом, состоялось 12 марта 1767 года. В мае 1767 года состоялась премьера первой музыкальной драмы Вольфганга — оперы на латинском языке, ныне известной как «Аполлон и Гиацинт», написанной в качестве музыкальной интермедии, согласно традиции, для исполнения студентами зальцбургского университета в университетском театре.
Осенью 1767 года должно было состояться бракосочетание дочери императрицы Марии Терезии — юной эрцгерцогини Марии Йозефы с королём Неаполя Фердинандом. Это событие стало поводом очередной гастрольной поездки Моцартов в Вену. Леопольд надеялся, что собравшиеся в столице доблестные гости по достоинству смогут оценить игру его детей-вундеркиндов. Однако по прибытии в Вену Моцартам сразу не повезло: эрцгерцогиня заболела оспой и умерла 15 октября. Из-за смятения и растерянности, царившей в придворных кругах, не появилось ни единой возможности выступить. Моцарты помышляли об отъезде из поражённого эпидемией города, однако их удерживала надежда на то, что они, несмотря на траур, будут приглашены ко двору. В конце концов, оберегая детей от болезни, Леопольд с семьёй бежал в Оломоуц, однако Вольфганг, а потом и Наннерль успели заразиться и заболели так тяжело, что Вольфганг на девять дней потерял зрение. После выздоровления детей Моцарты ненадолго переехали в Брно, где поселились в дворце Шраттенбаха, а юный Моцарт дал концерт в театре Редута. Вернувшись в Вену 10 января 1768 года, Моцарты, сами того не ожидая, получили от императрицы приглашение ко двору.
1770—1774 годы Моцарт провёл в Италии. В 1770 году в Болонье он познакомился с исключительно популярным в то время в Италии композитором Йозефом Мысливечеком; влияние «Божественного Богемца» оказалось столь велико, что впоследствии, по сходству стиля, некоторые его сочинения приписывали Моцарту, в том числе ораторию «Авраам и Исаак».
В 1771 году в Милане, опять же при противодействии театральных импресарио, всё же была поставлена опера Моцарта «Митридат, царь Понтийский» (итал. Mitridate, Re di Ponto), которая была принята публикой с большим энтузиазмом. С таким же успехом была дана и вторая его опера «Луций Сулла» (итал. Lucio Silla) (1772 год). Для Зальцбурга Моцарт написал «Сон Сципиона» (итал. Il sogno di Scipione), по поводу избрания нового архиепископа, 1772 год, для Мюнхена — оперу «La bella finta Giardiniera», 2 мессы, офферторий (1774 год). Когда ему минуло 17 лет, среди его произведений насчитывались уже четыре оперы, несколько духовных сочинений, 13 симфоний, 24 сонаты, не говоря о массе более мелких композиций.
В 1775—1780 годах, несмотря на заботы о материальном обеспечении, бесплодную поездку в Мюнхен, Мангейм и Париж, потерю матери, Моцарт написал, среди прочего, 6 клавирных сонат, несколько скрипичных сонат и фортепианных концертов, концерт для гобоя с оркестром, два концерта и Andante для флейты с оркестром, Концерт для флейты и арфы, три квартета для флейты, скрипки, альта и виолончели, большую симфонию № 31 D-dur, прозванную Парижской, несколько духовных хоров, 12 балетных номеров.
В 1779 году Моцарт получил место придворного органиста в Зальцбурге (сотрудничал с Михаэлем Гайдном).
29 января 1781 года в Мюнхене была поставлена опера «Идоменей», ставшая в творчестве Моцарта важной вехой. Этот опыт, пишет Г. Аберт, «доказал, что ни опера-сериа, ни вообще трагическая музыкальная драма, конечно, не были подлинной сферой его природного дарования»; «Идоменей» оказался последней сознательной попыткой Моцарта овладеть этим жанром (написанное много позже «Милосердие Тита» было не более чем случайным заказом). Сильнейшая сторона «Идоменея» — хоры, написанные под очевидным влиянием К. В. Глюка, как и одночастная, переходящая в первую сцену увертюра к включённому в оперу балету. Большой шаг вперёд замечается и в инструментовке. Опера имела успех, ограничившийся, однако, немногими мюнхенскими представлениями Во время пребывания в столице Баварии Моцарт написал для мюнхенской капеллы офферторий «Misericordias Domini» — один из лучших образцов церковной музыки конца XVIII века.

## Венский период (1781—1791)

### Разрыв с архиепископом

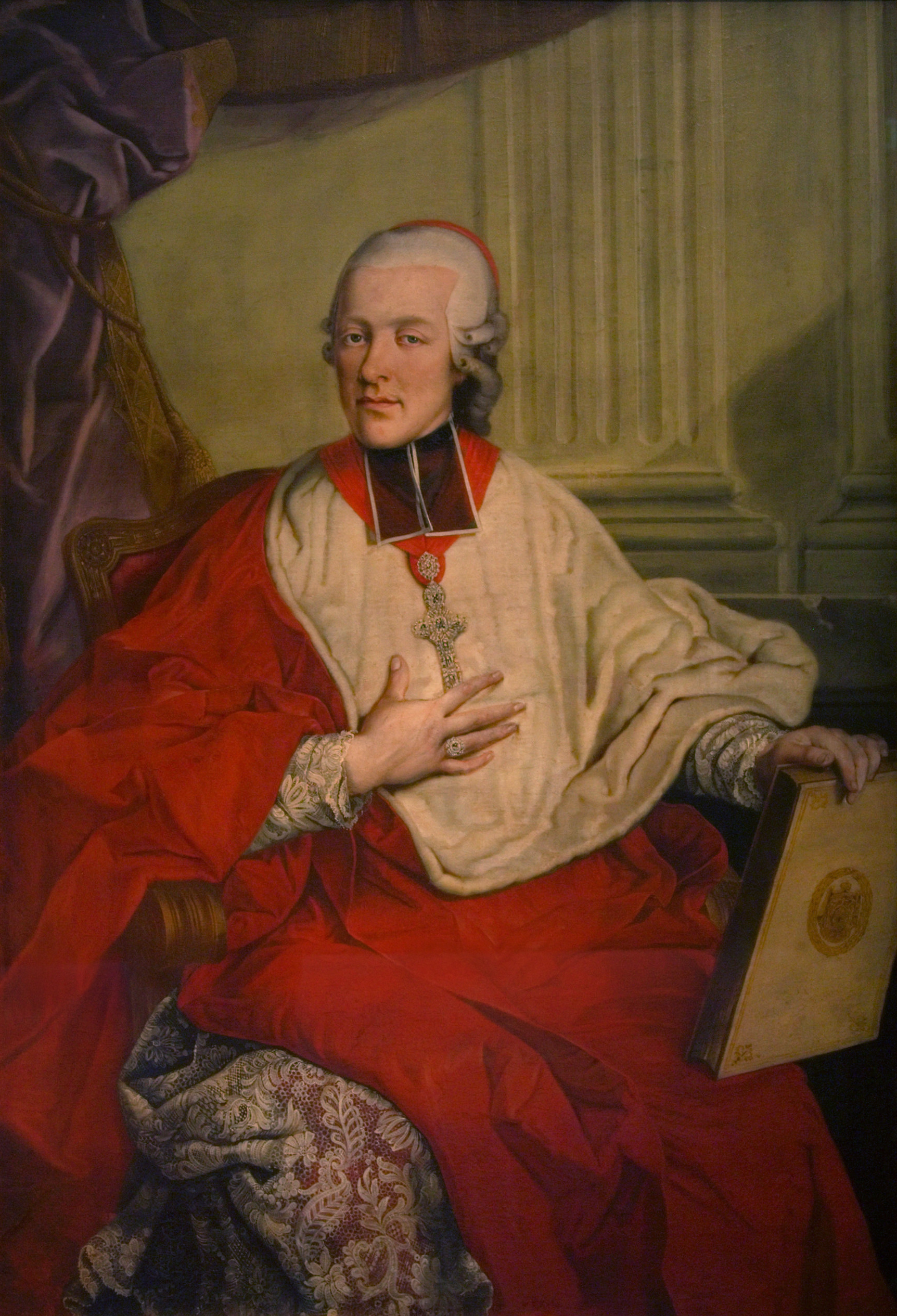
Князь-архиепископ зальцбургский граф Иероним фон Коллоредо

Пока Моцарт в Мюнхене получал поздравления, его работодатель, архиепископ Зальцбургский, посещал торжественные мероприятия по поводу коронации и вступления на австрийский престол императора Иосифа II. Моцарт решил воспользоваться отсутствием архиепископа и задержался в Мюнхене дольше положенного. Узнав об этом, Коллоредо приказал Моцарту срочно прибыть в Вену. Там композитор сразу понял, что попал в немилость. Получив в Мюнхене много лестных отзывов, ласкающих его самолюбие, Моцарт был оскорблён, когда архиепископ обращался с ним, как со слугой, и даже распорядился, чтобы тот во время обеда сидел рядом с камердинерами. Как отмечает Соломон, Моцарт, возможно, уже решился оставить службу у архиепископа, и только искал подходящий предлог, чтобы оправдать своё решение: ему нужно было убедить своего отца и даже самого себя, что такой шаг был защитой своей чести, а не личных интересов. Архиепископ Коллоредо действительно был скупым, несправедливым и невежественным правителем, он не только запрещал Моцарту проводить выступления ради собственной выгоды, но и всячески ограничивал Моцарту доступ в дома знатных особ — потенциальных покровителей Моцарта. В итоге, ссора достигла своего апогея в мае: Моцарт подал прошение об отставке, однако архиепископ отказался его принять. Тогда музыкант стал вести себя подчёркнуто вызывающе, надеясь таким способом получить свободу. И он добился своего: в следующем месяце композитор был уволен буквально пинком под зад дворецким архиепископа, графом Арко. При этом Карл Арко предостерёг молодого композитора относительно Вены — его слова Моцарт передаёт в одном из писем отцу: «Поверьте мне, вы слишком ослеплены. Слава здесь коротка; вначале слышишь одни комплименты и много зарабатываешь, всё это правда; но как долго? Проходит всего несколько месяцев, и венцам опять хочется чего-нибудь новенького». Но Моцарт согласился с Арко лишь отчасти: «…Венцы, действительно, легко разочаровываются, но это относится только к театру, а моя профессия пользуется слишком большой любовью, чтобы я не сумел удержаться. Здесь настоящее царство клавирной музыки. Допустим даже, что так и случится. Но ведь случится-то только через несколько лет, уж конечно никак не раньше. А тем временем мы завоюем славу и составим себе состояние».

### Первые шаги в Вене
Моцарт прибыл в Вену 16 марта 1781 года. Уже в мае он снял комнату на площади святого Петра, в доме Веберов, переехавших в Вену из Мюнхена. Друг Моцарта и отец Алоизии Фридолин Вебер к тому времени скончался, а Алоизия вышла замуж за актёра Йозефа Ланге, и так как в это время она была приглашена в венский национальный зингшпиль, то её мать фрау Вебер также решилась переехать в Вену с тремя незамужними дочерьми Йозефой, Констанцией и Софи. Сложное положение заставило её заняться сдачей комнат внаём, и Моцарт был рад возможности найти пристанище у старых знакомых. Вскоре до Зальцбурга дошли слухи, будто бы Вольфганг собирается жениться на одной из дочерей. Леопольд был в страшном гневе; он упорно настаивал на том, чтобы Вольфганг сменил квартиру, и получил следующий ответ:
Я ещё раз повторяю, что я давно уже намеревался снять другую квартиру, и только из-за людской болтовни; жаль, что я вынужден это сделать из-за нелепых сплетен, в которых нет ни слова правды. Я хотел бы всё-таки знать, что это за люди, которые могут радоваться тому, что средь бела дня болтают такое, не имея на то никаких оснований. Коли я квартирую у них, то женюсь на дочери! […] Я не хочу так же сказать, что в семье я также неприступен с мадемуазель, с которой меня уже сосватали, и совсем не разговариваю с ней, но я и не влюблён; я дурачусь и шучу с нею, если время мне это дозволяет (но лишь по вечерам и если ужинаю дома, потому что по утрам я пишу в своей комнате, а после обеда редко бываю дома), — вот так и ничего больше. Если бы я должен был жениться на всех, с кем я шучу, то легко могло бы случиться, что у меня было бы 200 жён.
Несмотря на это, решение уехать от фрау Вебер оказалось для него достаточно трудным. В начале сентября 1781 года он всё-таки переехал на новую квартиру «Ауф-дем-Грабен», № 1775 на 3-м этаже.

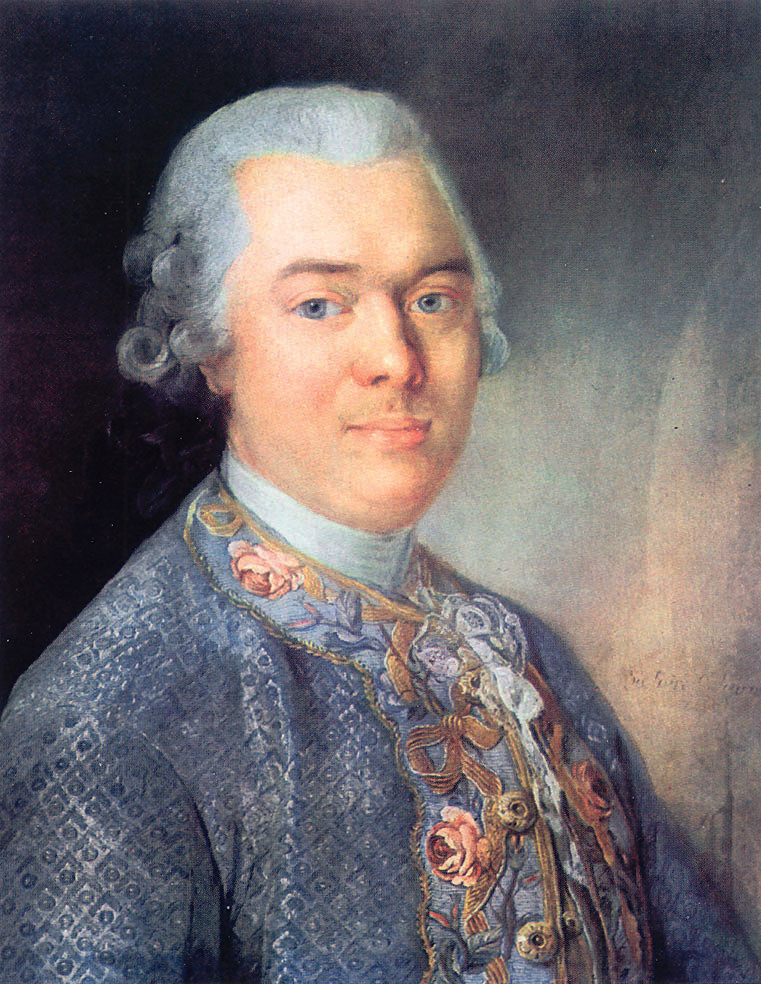
Барон Готтфрид ван Свитен. Портрет работы К. Клавиро

Сам Моцарт был крайне доволен оказанным ему в Вене приёмом. Он надеялся стать известным пианистом и педагогом, и таким образом проложить дорогу для своих сочинений. Однако он тут же понял, что время для его вступления в венскую музыкальную жизнь было выбрано неудачно: в начале лета венская знать переселялась в свои загородные поместья, и «академиями», как назывались в Вене авторские концерты по подписке, ничего нельзя было достигнуть.
По прибытии в Вену Моцарт познакомился с руководителем придворной библиотеки, дипломатом, известным меценатом и покровителем музыкантов, бароном Готтфридом ван Свитеном. Барон имел большую коллекцию произведений Иоганна Себастьяна Баха и Георга Генделя, которую он привёз из Берлина. С подачи ван Свитена Моцарт сочинил несколько произведений в стиле барокко, надеясь таким образом обогатить собственное творчество. И действительно, знакомство с сочинениями Баха и Генделя, согласно многим исследователям и музыковедам, оказало на творчество Моцарта сильное влияние.
В конце июля 1781 года Моцарт начинает писать оперу «Похищение из сераля» (нем. Die Entführung aus dem Serail), премьера которой состоялась 16 июля 1782 года. Опера была восторженно принята в Вене, и вскоре получила широкое распространение по всей Германии. Однако несмотря на успех оперы, авторитет Моцарта как композитора в Вене был достаточно низок. Из его сочинений венцам не было известно почти ничего. Даже успех оперы «Идоменей» не распространился за пределы Мюнхена.

Семья Моцартов. На стене — портрет матери. Художник Иоганн Непомук де ла Кроче, ок. 1780 г.

Стремясь получить должность при дворе, Моцарт надеялся при помощи прежнего покровителя по Зальцбургу — младшего брата императора, эрцгерцога Максимилиана, стать учителем музыки принцессы Вюртембергской Элизабет, заботу об образовании которой взял на себя Иосиф II. Эрцгерцог горячо рекомендовал Моцарта принцессе, однако император назначил на этот пост Антонио Сальери, как лучшего преподавателя пения. «Для него никого не существует кроме Сальери!» — разочарованно писал Моцарт своему отцу 15 декабря 1781 года. Между тем, было совершенно естественно, что император предпочёл Сальери, которого он ценил в первую очередь как вокального композитора. Как и большинство венцев, император знал Моцарта только как хорошего пианиста, не более. В этом качестве Иосиф II признавал за ним неоспоримый авторитет. Так, например, 24 декабря 1781 года император, любивший устраивать состязания между музыкантами, повелел Моцарту явиться во дворец, чтобы вступить в соревнования с прибывшим тогда в Вену итальянским виртуозом Муцио Клементи. Согласно присутствовавшему там композитору Карлу Диттерсдорфу, император позже отмечал, что в игре Клементи господствует только искусство, а в игре Моцарта — искусство и вкус. За победу в состязании Моцарт получил в награду от императора 50 дукатов. Клементи был восхищён игрой Моцарта; суждение Моцарта о нём, напротив, было строго и резко: «Клементи — усердный клавесинист, и этим всё сказано, — писал он, — Впрочем, у него нет ни на крейцер чувства или вкуса, — одним словом, голый техник». Несмотря на это, учителем игры на клавире для принцессы Иосиф II (как считает Герман Аберт, по рекомендации Сальери) выбрал не Моцарта, а обычного венского музыканта Георга Зуммера.
К зиме 1782 года возросло число учениц Моцарта, среди которых следует отметить Терезу фон Траттнер — возлюбленную Моцарта. Позже он посвятит Терезе сонату До минор (K.457) и фантазию До минор (K.475).

### Свадьба и брак

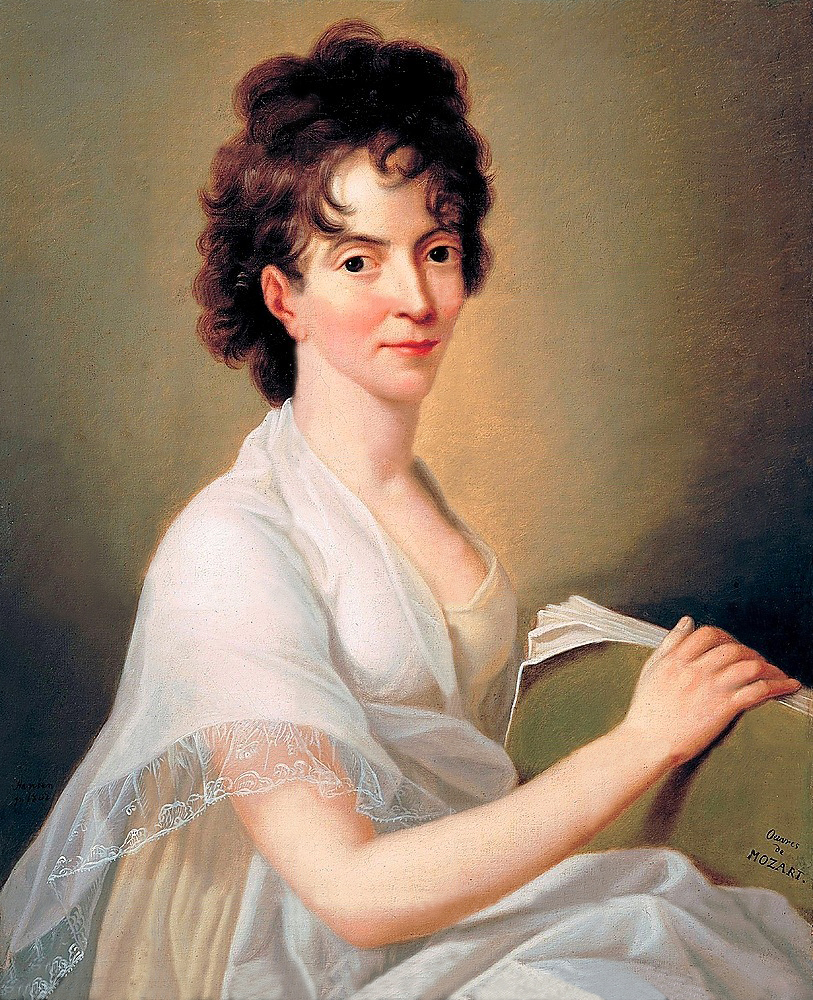
Констанция Моцарт. Работа художника Ганса Хансена, 1802 год

Ещё живя у Веберов, Моцарт стал оказывать знаки внимания средней дочери — Констанции. Очевидно, это и дало почву для слухов, которые Моцарт отвергал. Тем не менее 15 декабря 1781 года он написал отцу письмо, в котором он признавался о своей любви к Констанции Вебер и сообщал, что собирается жениться на ней. Однако Леопольд знал больше, чем было написано в письме, а именно то, что Вольфганг должен был дать письменное обязательство жениться на Констанции в течение трёх лет, иначе выплачивать ежегодно по 300 флоринов в её пользу.
Главную роль в истории с письменным обязательством сыграл опекун Констанции и её сестёр — Иоганн Торварт, придворный чиновник, пользовавшийся авторитетом у графа Розенберга. Торварт попросил мать запретить Моцарту общаться с Констанцией до того, как «это дело не будет закончено письменно». Из-за сильно развитого чувства чести, Моцарт не смог оставить возлюбленную и подписал заявление. Однако позже, когда опекун ушёл, Констанция потребовала у матери обязательство, и сказав: «Дорогой Моцарт! Мне не нужно от Вас никаких письменных обязательств, я и так верю Вашим словам», разорвала заявление. Этот поступок Констанции сделал её ещё дороже Моцарту. Несмотря на такое мнимое благородство Констанции, исследователи не сомневаются, что все эти брачные прения, в том числе и разрыв контракта — не что иное, как хорошо разыгранный Веберами спектакль, целью которого было как бы организовать сближение Моцарта с Констанцией.
Несмотря на многочисленные письма сына, Леопольд был непреклонен. К тому же он не без оснований полагал, что фрау Вебер ведёт с его сыном «некрасивую игру» — она хочет использовать Вольфганга как кошелёк, ведь как раз в то время перед ним открывались огромные перспективы: он писал «Похищение из Сераля», проводил множество концертов по подписке и то и дело получал заказы на различные сочинения от венской знати. В сильном смятении Вольфганг взывал к помощи сестры, доверяя её старой доброй дружбе. По просьбе Вольфганга Констанция писала его сестре письма и посылала различные подарки. Несмотря на то, что Мария Анна дружественно приняла эти подарки, отец упорствовал. Без надежд на обеспеченное будущее свадьба казалась ему невозможной.

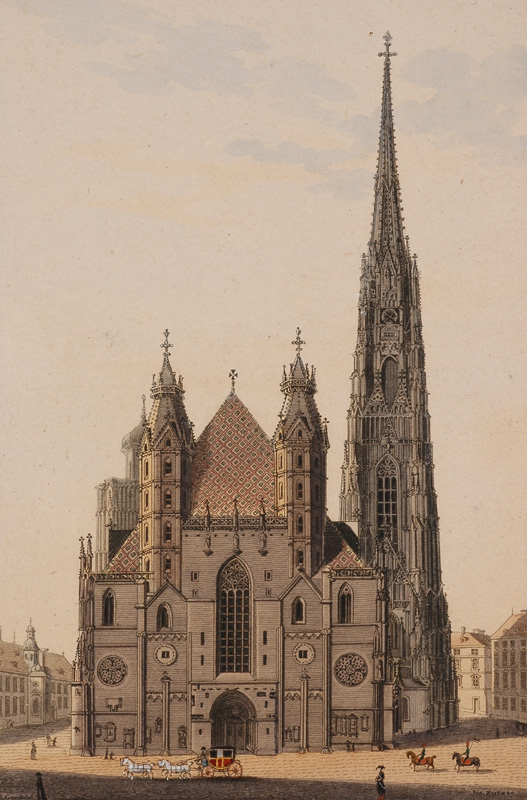
Собор Святого Стефана

Между тем сплетни становились всё более нестерпимыми: 27 июля 1782 года Моцарт в полном отчаянии писал отцу, что большинство людей принимают его уже за женатого и что фрау Вебер крайне возмущена этим и до смерти замучила его и Констанцию. На помощь Моцарту и его возлюбленной пришла покровительница Моцарта, баронесса фон Вальдштедтен. Она предложила Констанции переселиться в свою квартиру в Леопольдштадте (дом № 360), на что Констанция охотно согласилась. Из-за этого фрау Вебер теперь была разгневана и намеревалась в конце концов силой вернуть дочь обратно в свой дом. Чтобы сохранить честь Констанции, Моцарт должен был скорее жениться на ней. В том же письме он самым настойчивым образом молил отца о разрешении на женитьбу, несколько дней спустя повторив свою просьбу. Однако желанного согласия опять не последовало. В это время Моцарт дал себе обет написать мессу, если он удачно женится на Констанции.
Наконец, 4 августа 1782 года в венском кафедральном соборе Святого Стефана состоялось обручение, на котором присутствовали только фрау Вебер с младшей дочерью Софи и несколько свидетелей. Свадебный пир устроила баронесса Вальдштедтен, и на нём сыграли серенаду для тринадцати инструментов (K.361/370a). Символично, что только днём позже пришло долгожданное согласие отца. 7 августа Моцарт писал ему: «Когда мы были обвенчаны, я и моя жена начали плакать; этим были тронуты все, даже священник, и все заплакали, так как они были свидетелями растроганности наших сердец».

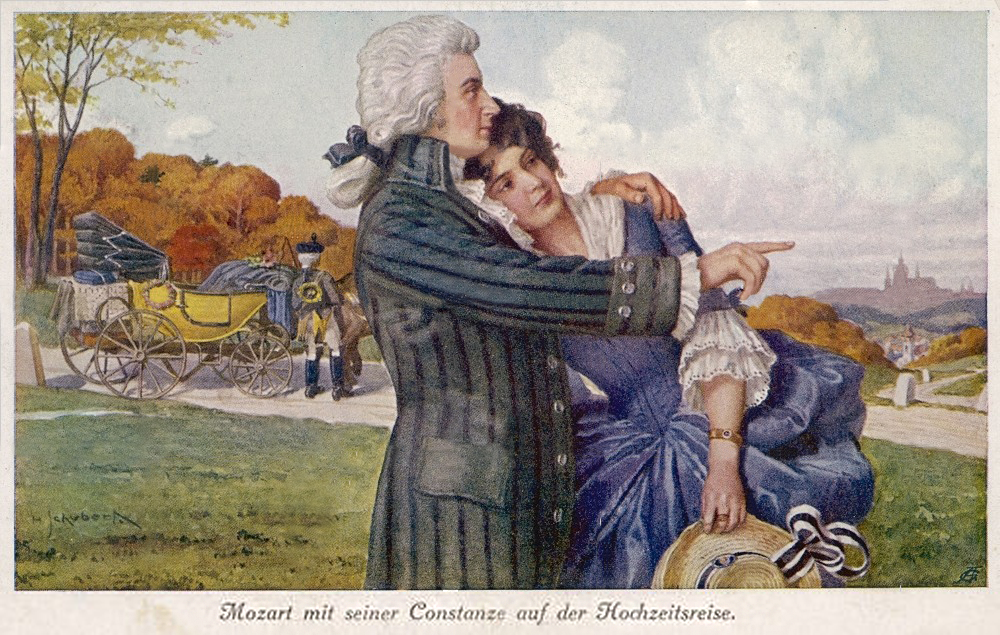
Моцарт и Констанция во время своего медового месяца. Открытка XIX века

Несмотря на счастливую для супругов женитьбу, на брак всегда падала мрачная тень отца: он хотя и смирился с женитьбой сына, но в душе относился к Констанции враждебно. С этих пор письма Моцарта отцу становятся всё более редкими и, главное, более деловыми.
17 июня 1783 года у Моцартов родился первенец, который был назван Раймунд Леопольд в честь своего крёстного, барона Раймунда Ветцлара фон Планкинштерна, богатого еврея и хозяина предыдущей квартиры, в которой жил Моцарт. Среднее имя было дано ребёнку в честь своего деда, Леопольда Моцарта.
В конце июля супруги отправляются в гости к отцу в Зальцбург, оставив новорождённого ребёнка платной кормилице, и прибыли в Зальцбург уже 29 июля. Вопреки ожиданиям Моцарта, отец и сестра встретили Констанцию прохладно, хотя и достаточно вежливо. В Зальцбурге Моцарт работал над мессой До минор, которую он писал во исполнение обета, данного им, если ему удастся жениться на Констанции. Хотя месса так и не была окончена, премьера первых нескольких её частей состоялась 26 октября в церкви Святого Петра, причём Констанция пела партию сопрано. Кроме того, в Зальцбурге Моцарт встретился со своим либреттистом по «Идоменею» Вареско, который по просьбе композитора набросал либретто «L’oca del Cairo» («Каирский гусь»), которое Моцарт положит на музыку так и не дописанной одноимённой оперы. Супруги покинули Зальцбург 27 октября 1783 года. Несмотря на все усилия, главная цель поездки — изменить настроение отца в пользу Констанции — не была достигнута. По пути в Вену, 30 октября они заехали в Линц, где остановились у старого друга Моцарта, графа Йозефа Туна, пробыв тут три недели. Здесь Моцарт написал свою симфонию № 36 До мажор (K.425), премьера которой состоялась 4 ноября на концерте в доме графа.

### Пик творчества

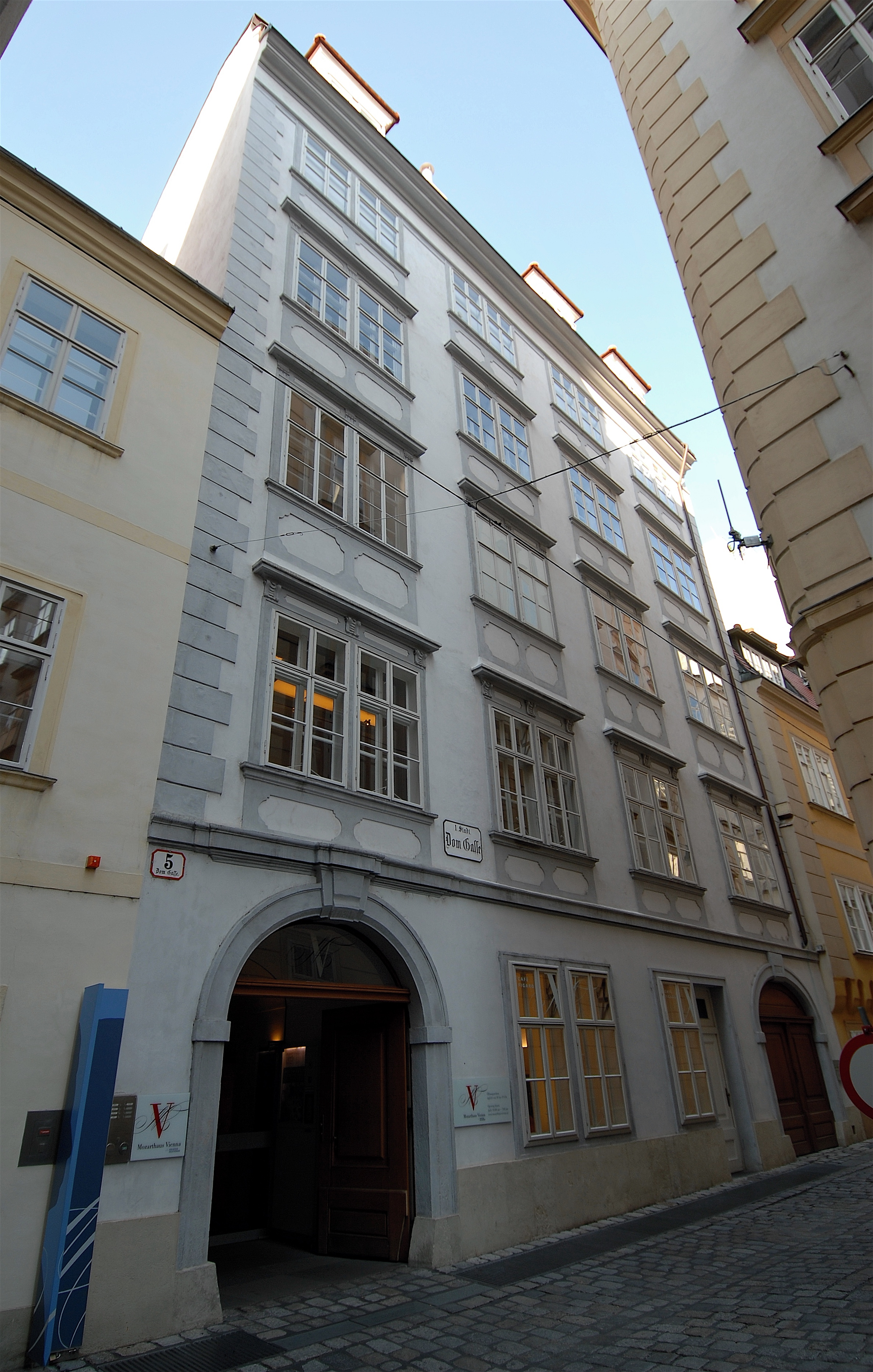
Дом-музей Моцарта на Домгассе 5. Квартира Моцарта находилась на втором этаже

Находясь в зените славы, Моцарт получал огромные гонорары за концерты и издание своих сочинений, обучал множество учеников. В сентябре 1784 года семья композитора поселилась в шикарной квартире по адресу Гроссе Шулерштрассе, 846 (ныне — Домгассе 5) с годовой арендой в 460 флоринов. В это время Моцартом написаны лучшие из его сочинений. Доходы позволяли Моцарту держать дома прислугу: парикмахера, служанку и повариху. Он купил у венского мастера Антона Вальтера фортепиано за 900 флоринов, а также бильярдный стол за 300 флоринов. В 1783 году Моцарт знакомится с известнейшим композитором Йозефом Гайдном, вскоре между ними завязывается сердечная дружба. Моцарт даже посвящает Гайдну свой сборник из 6 квартетов, написанных в 1783—1785 годах. Эти квартеты, столь смелые и новаторские для своего времени, вызывали недоумение и споры среди венских любителей, однако Гайдн, осознававший гениальность квартетов, принял подарок с величайшим почтением. К этому периоду относится также и другое важное событие в жизни Моцарта: 14 декабря 1784 года он вступил в масонскую ложу «К благотворительности».

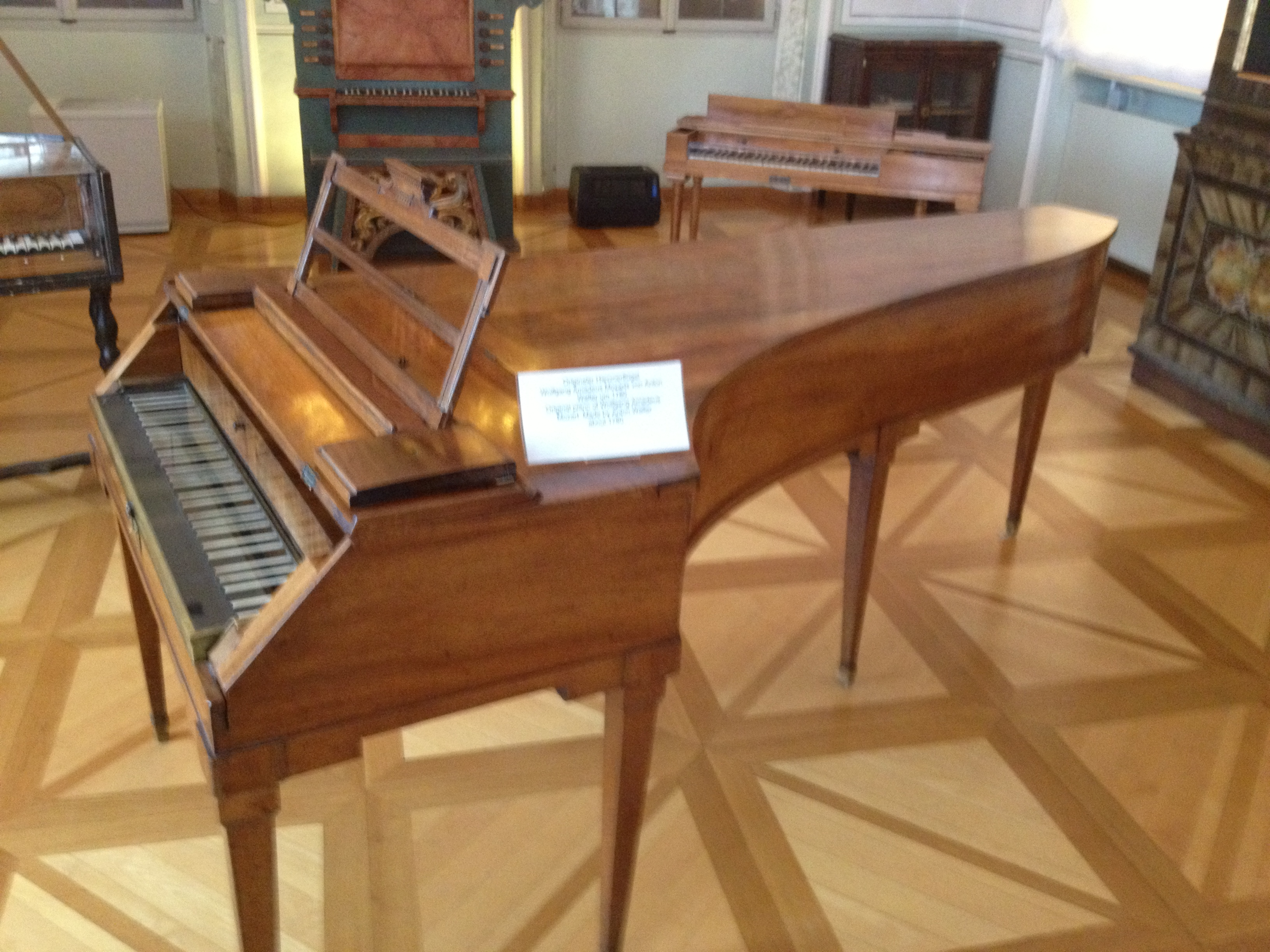
Фортепиано Моцарта. Именно на нём композитор играл на своих знаменитых «пятничных» концертах

С 11 февраля по 25 апреля 1785 года Леопольд Моцарт приехал к сыну в Вену. Хотя их личные отношения не изменились, Леопольд очень гордился поистине фантастическими успехами сына, который находился тогда в пике своего творчества. В первый же день своего пребывания в Вене, 11 февраля, он посетил концерт Вольфганга в казино Мельгрубе, на котором присутствовал и император. Там состоялась премьера нового, ныне — одного из самых известных концертов Моцарта, концерта для фортепиано Ре минор (№ 20, K.466), первого в серии так называемых «пятничных» концертов. На следующий день Вольфганг устроил у себя дома квартетный вечер, на который был приглашён Йозеф Гайдн. При этом, как и обычно в подобных случаях, первую скрипку играл Карл Диттерсдорф, вторую — Гайдн, сам Моцарт играл на альте, а Иоганн Вангал — на виолончели. После исполнения квартетов, Гайдн выразил своё восхищение творчеством Вольфганга, что доставило Леопольду огромную радость: «Говорю вам перед Богом, как честный человек, ваш сын — величайший композитор, кого я знаю лично и по имени; у него есть вкус, а сверх того и величайшие познания в композиции».
Большую радость Леопольду доставил также его второй внук Карл — первый из двух выживших детей Моцарта, который родился 21 сентября предыдущего года. Позже, предположительно в 1787 году, Моцарты отправят своего сына в престижное и дорогое воспитательное заведение в Перхтольдсдорфе. Кроме того, Вольфганг склонил отца к вступлению в масонскую ложу. Это произошло 6 апреля, а уже 16 апреля его возвели в степень мастера.
Процесс сочинения и записи собственных произведений у Моцарта, как и любого другого композитора, занимает особое место. Излюбленным временем для сочинения обычно было раннее утро, с семи до девяти часов. Сам Моцарт никогда не рассуждал о процессе сочинения музыки, однако, это настолько сильно занимало его внутренне, что мог сочинять у себя в голове, попутно занимаясь при этом совсем иным делом.

### «Свадьба Фигаро»
Несмотря на успехи камерных сочинений Моцарта, его дела с оперными произведениями складывались не лучшим образом. Вопреки его надеждам, школа немецкой оперы постепенно пришла в упадок; итальянская же, наоборот, испытывала огромный подъём. В надежде вообще получить возможность написать какую-нибудь оперу, Моцарт обратил внимание на итальянскую оперу. По совету графа Розенберга, ещё в 1782 году он занялся поисками итальянского текста для либретто. Однако его итальянские оперы «L’oca del Cairo» (с итал. — «Каирский гусь», 1783 год) и «Lo sposo deluso» (с итал. — «Обманутный жених», 1784 год) остались неоконченными. Стараясь хоть как-то проложить дорогу своим сочинениям на оперную сцену, Моцарт пишет множество вставных арий в оперы других композиторов.

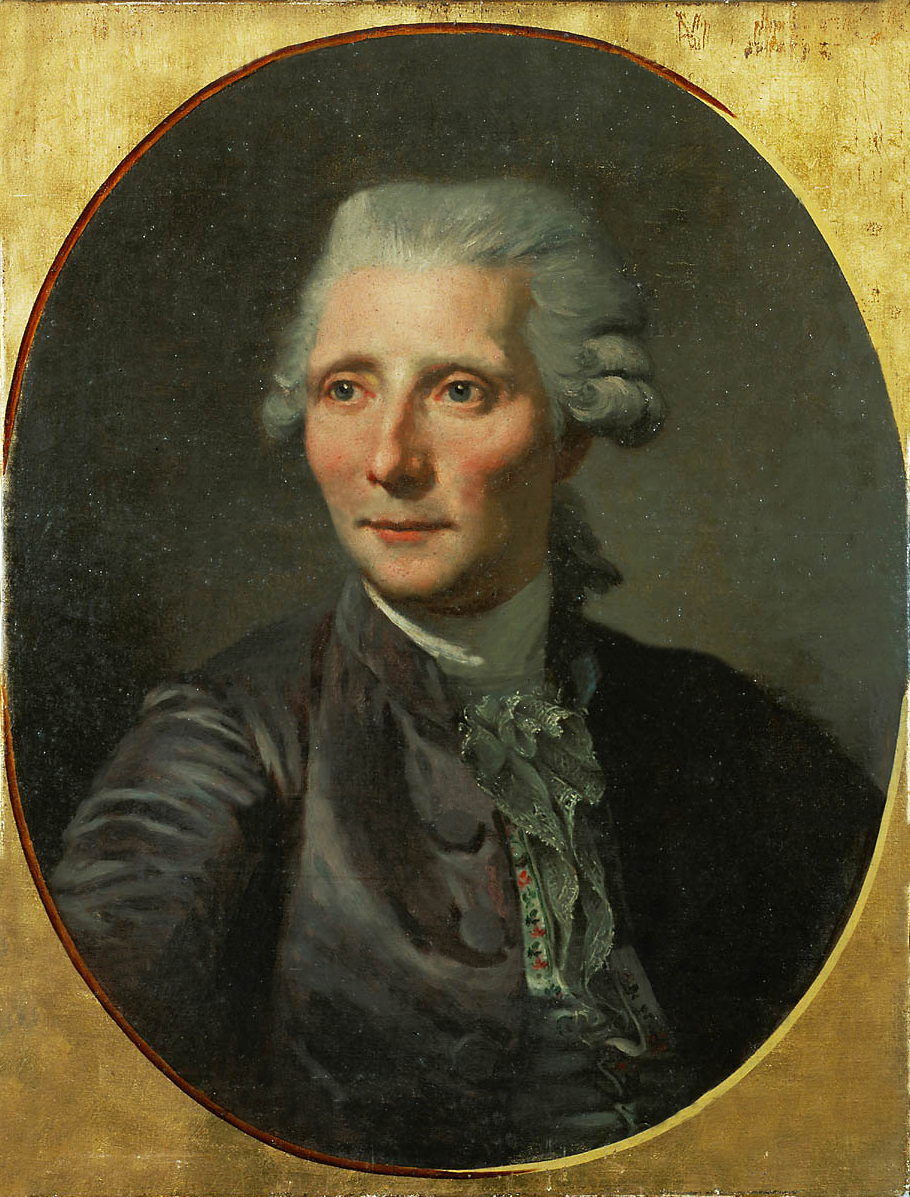
Лоренцо да Понте. Портрет кисти неизвестного художника

Наконец, Моцарт получил от императора заказ на новую оперу. За помощью в написании либретто Моцарт обратился к знакомому либреттисту, придворному поэту Лоренцо да Понте, с которым он познакомился на квартире у Барона Ветцлара ещё в 1783 году. В качестве материала для либретто Моцарт предложил комедию Пьера Бомарше «Le Mariage de Figaro» (с фр. — «Женитьба Фигаро»). Несмотря на то, то Иосиф II запретил постановку комедии в Национальном театре, Моцарт и да Понте всё же приступили к работе, и, благодаря нехватке новых опер, выиграли положение.
Свою оперу Моцарт и да Понте назвали «Le nozze di Figaro» (с итал. — «Свадьба Фигаро»). В самый разгар работы Моцарт получил от императора ещё один заказ на оперу. Причиной такого неожиданного заказа являлось намерение Иосифа II провести между своими любимцами — Моцартом и Сальери состязание на сочинение одноактной комической оперы на тему «театрального закулисья». Причём Моцарт должен был сочинить оперу на немецкое либретто (то есть, зингшпиль) Готлиба Штефани-младшего, а Сальери — на итальянское либретто (то есть, оперу-буффа) Джованни Баттисты Касти. Фактически, это было соревнование не только композиторов, но и этих двух оперных жанров. Новая опера Моцарта получила название «Директор театра» (нем. Der Schauspieldirektor). Вместе с оперой Сальери «Сначала музыка, а потом слова» она была поставлена 7 февраля 1786 года в оранжерее Шёнбрунна по случаю «Увеселительного праздника в честь генерал-губернатора Нидерландов». Победа в состязании была присуждена Сальери. Его опера была более ёмкой, чем опера Моцарта, отчего и имела значительно больший успех. Вероятно, причиной неудачи Моцарта являлась его занятость в связи с завершением «Свадьбы Фигаро». Тем не менее, Моцарт получил от императора гонорар за оперу — 50 дукатов, а Сальери — 100 дукатов.

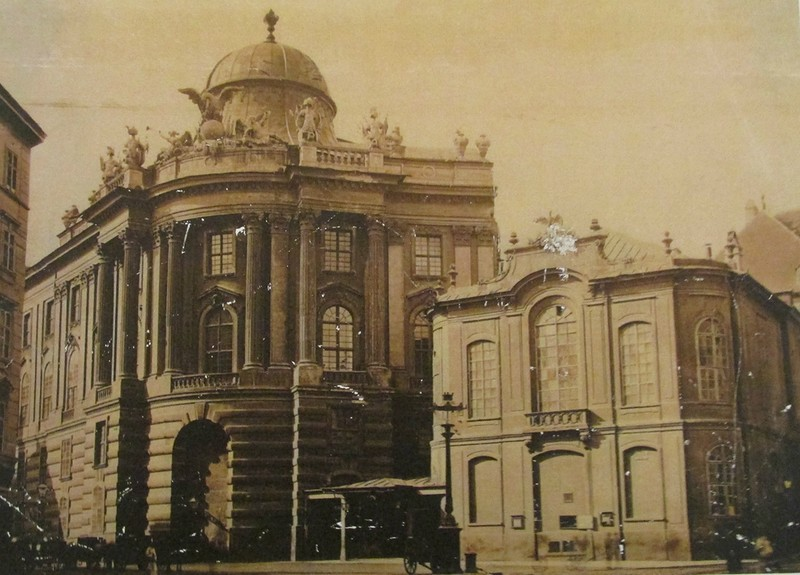
Старое здание Бургтеатра (справа), где шли премьеры всех опер Моцарта. Здание было снесено в 1888 году. Слева — Михайловское крыло Хофбурга

Тем временем продолжалась работа над «Свадьбой Фигаро». В некоторых источниках утверждается, что опера в целом была написана за шесть недель, то есть к концу ноября 1785 года, однако, это маловероятно: попутно с её написанием, Моцарт занимался также работой над фортепианными концертами и оперой «Директор театра». Следовательно, время работы над «Свадьбой Фигаро» растягивалось. Однако, написав оперу, Моцарт столкнулся с чрезвычайно сильными интригами, связанными с её предстоящими репетициями: дело в том, что почти одновременно со «Свадьбой Фигаро» Моцарта были закончены оперы Сальери и Ригини. Каждый композитор претендовал на то, чтобы сначала была исполнена его опера. Майкл Келли, друг Моцарта и исполнитель ролей Дона Курцио и Дона Базилио в «Свадьбе Фигаро» рассказывал, что Моцарт, вспылив, клялся, что если его опера не пойдёт на сцене первой, то он бросит партитуру своей оперы в огонь. Наконец, спор был разрешён императором, который приказал приступить к репетициям оперы Моцарта.
Премьера «Свадьбы Фигаро» состоялась 1 мая 1786 года в венском Бургтеатре. Опера имела хороший приём, некоторые номера и арии многократно пелись на «бис». Однако успех оперы нельзя назвать грандиозным: всего лишь после девяти повторений опера была снята и не ставилась до 1789 года, когда постановку возобновил Антонио Сальери, считавший «Свадьбу Фигаро» лучшей оперой Моцарта. Таким образом, слава Моцарта в Вене как драматурга и оперного композитора оставалась мала, он имел имя только как хороший пианист. Императорский двор, изредка ему покровительствовавший, тоже не видел в нём серьёзного оперного композитора, такого, как, например, Антонио Сальери.
18 октября 1786 года у Моцарта и Констанции родился третий сын — Иоганн Томас Леопольд, который прожил всего лишь один месяц и умер 15 ноября того же года. Интересно, что после смерти Леопольда чета Моцартов больше не называла своих детей в честь деда. Однако две девочки, родившиеся в 1787 и 1789 годах, были названы в честь матери Моцарта, Анны Марии. Примерно в это же время, осенью 1786 года, Моцарт, прислушиваясь к уговорам своих друзей-англичан Томаса Эттвуда, ученика Моцарта, Нэнси Сторас, певицы-сопрано, исполнительнице роли Сюзанны в «Свадьбе Фигаро», и её брата Стивена, подумывает о поездке в Англию с надеждой устроиться при тамошнем дворе. Моцарт даже взял пару уроков английского языка, чтобы освежить свои давние знания. Однако его план провалился из-за сопротивления отца: Леопольд отказался брать на попечение своих внучат и прислугу, которых супруги хотели оставить деду на время поездки. Кроме того, он указал на стеснённое финансовое положение сына, ведь для поездки на такие дальние расстояния, как он указывает, было необходимо иметь по меньшей мере 2000 флоринов. Тем не менее, английские перспективы сменились более многообещающими пражскими: в Праге все оперы Моцарта имели безумный успех.

### Признание в Праге. «Дон Жуан»
Всего через несколько месяцев после венской премьеры, в декабре 1786 года, «Свадьба Фигаро» в исполнении труппы Пасквале Бондини прошла в Праге, имея при этом ошеломляющий успех: вся Прага буквально помешалась на опере, мелодии из неё «растащили» на музыку для танцев, их распевали на улице, и даже играли в трактирах. Благодаря такому успеху, на рождество 1786 года Моцарт получил приглашение приехать в Прагу. Вместе с Констанцией он прибыл туда 11 января 1787 года. Супруги пробыли в Праге до 8 февраля. Здесь Моцарту был устроен такой тёплый и радушный приём, какого он не испытывал в Вене уже много лет. В Праге он всегда находился в центре внимания: их с Констанцией регулярно приглашали на обеды, приёмы и оперные спектакли. Особенно Моцарт был польщён всеобщей любовью к «Свадьбе Фигаро». 14 января 1787 года он писал своему другу Готфриду фон Жакину, сыну известного венского учёного-ботаника Йозефа фон Жакина:
…Но я с полным удовольствием смотрел, как все эти люди, искренне веселясь, носились в танце под музыку моего «Фигаро», переделанную в контрдансы и немецкие [танцы]. Ибо здесь ни о чём не говорят, кроме как о «Фигаро», ничего не играют, не дудят, не поют и не насвистывают, кроме — «Фигаро», ни одна опера не посещается, кроме — «Фигаро» и вечно «Фигаро»; конечно, большая честь для меня.
Моцарт несколько раз присутствовал на представлениях «Свадьбы Фигаро», а 20 января он сам, сидя за клавесином, дирижировал оперой. За день до этого, 19 января, Моцарт дал концерт, который был принят публикой с бурными овациями. Наконец, он заключил с Бондини контракт на 100 дукатов на сочинение новой оперы.

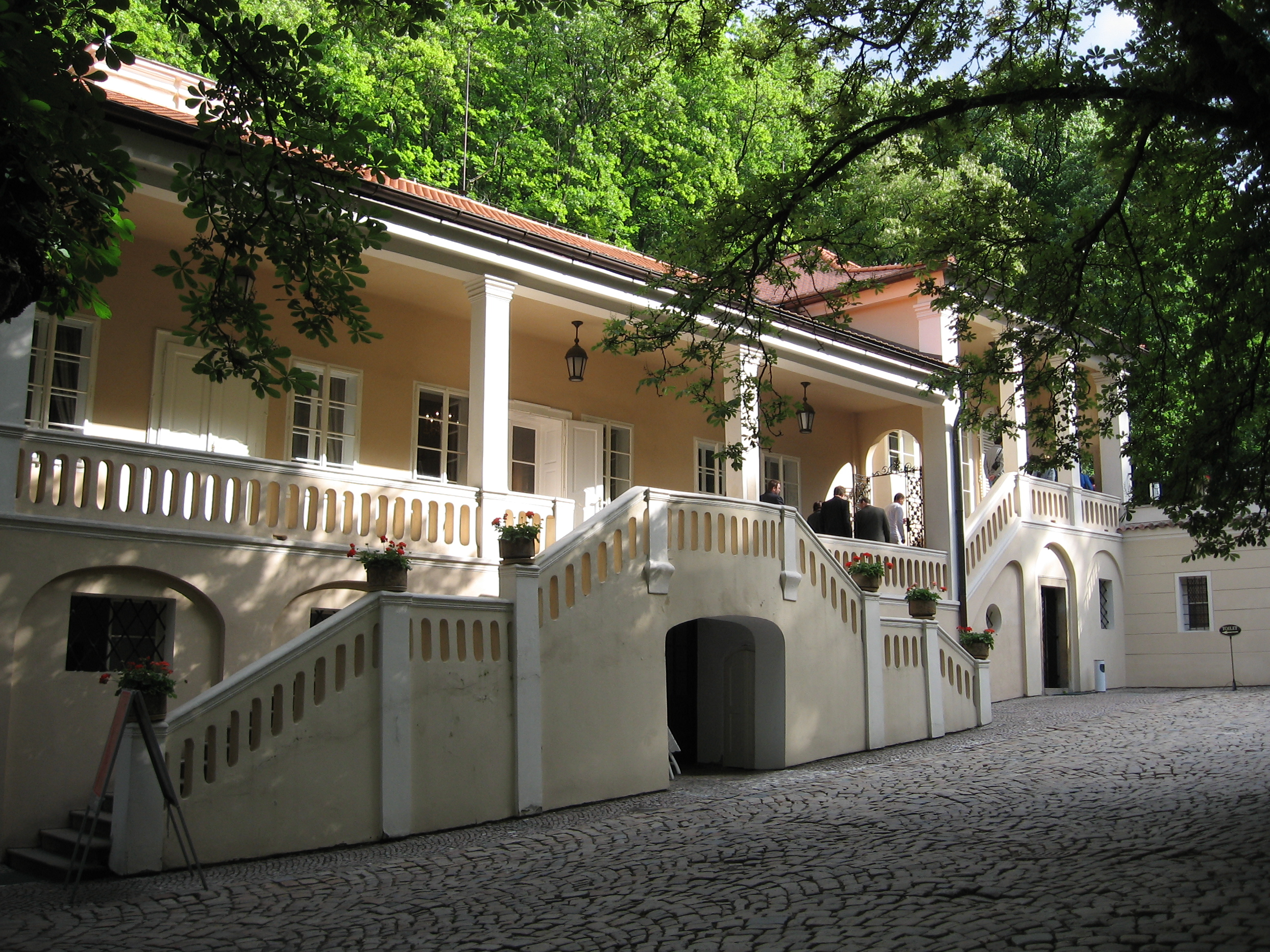
Вилла Бертрамка в Праге, где, как считается, Моцарт дописывал «Дон Жуана». Ныне там расположен музей композитора

По возвращении в Вену в феврале 1787 года, Моцарт принялся за работу над оперой. Благодаря успеху «Свадьбы Фигаро», Моцарт считал да Понте идеальной кандидатурой либреттиста. В качестве сюжета для либретто да Понте предложил пьесу «Дон Жуан», и она пришлась Моцарту по душе. 7 апреля 1787 года в Вену приезжает юный Бетховен. Согласно широко распространённому мнению, Моцарт, послушав импровизации Бетховена, якобы воскликнул: «Он всех заставит говорить о себе!», и даже взял Бетховена к себе в ученики. Однако никаких прямых доказательств тому не существует. Так или иначе, Бетховен, получив письмо о тяжёлой болезни матери, был вынужден вернуться в Бонн, проведя в Вене всего две недели.
В самый разгар работы над оперой, 28 мая 1787 года, умирает Леопольд Моцарт, отец Вольфганга Амадея. Это событие ужасно омрачило Моцарта, привыкшего постоянно ощущать поддержку отца.
В начале октября Моцарт прибыл в Прагу во второй раз, чтобы руководить репетициями оперы. Считается, что Моцарт любил бывать на вилле Бертрамка пражского композитора Франца Душека. С его женой Йозефой, прекрасной певицей-сопрано, Моцарт был знаком ещё со времён своей жизни в Зальцбурге. Премьера оперы «Дон Жуан» состоялась 29 октября 1787 года в Сословном театре в Праге. По собственному выражению Моцарта, опера прошла с «самым громким успехом».

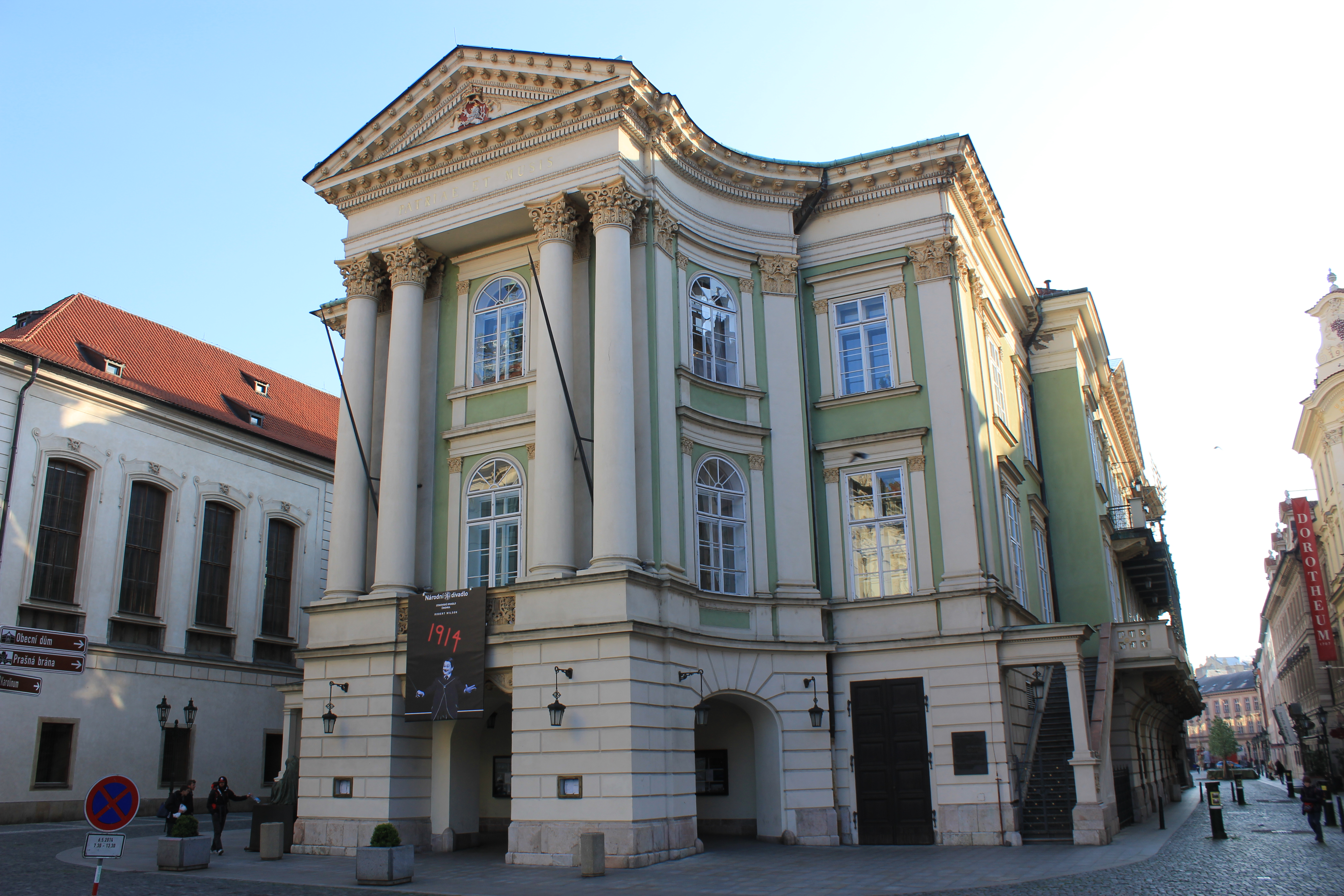
Сословный театр в Праге. Это единственный сохранившийся в первозданном виде театр, где выступал Моцарт

Моцарт вернулся в Вену 15 ноября. В конце 1787 года, 1 декабря, Моцарты переезжают в новую квартиру на углу Шультерштрассе и Тухлаубен. 7 декабря, после смерти Кристофа Виллибальда Глюка, Моцарт получил должность императорского камерного композитора и музыканта с годовым жалованием в 800 флоринов, однако его обязанности сводились в основном к сочинению танцев для маскарадов. Опера — комическая, на сюжет из светской жизни, была заказана Моцарту лишь однажды, и ею стала «Così fan tutte» («Так поступают все», 1790 год). Подобная оплата примерно равнялась гонорару за две оперы, который мог получить Моцарт. Учитывая прежние доходы Моцарта, это было довольно-таки немного, однако такая оплата была нормой для Вены того времени. Например, Антонио Сальери, пребывая на этой же должности, получал всего лишь 426 флоринов 40 крейцеров годового жалования. Известный музыковед Джон Райс утверждает, с момента прибытия Моцарта в Вену, император оказывал ему больше покровительства, чем любому другому венскому музыканту, за исключением Сальери.
27 декабря 1787 года у Моцарта и Констанции родилась первая дочь — Терезия.
Постановке «Дон Жуана» в Вене, о которой помышляли Моцарт и да Понте, мешал всё более возрастающий успех новой оперы Сальери «Аксур, царь Ормуза», премьера которой состоялась 8 января 1788 года. Наконец, благодаря предписанию императора Иосифа II, заинтересованного пражским успехом «Дон Жуана», опера была исполнена 7 мая 1788 года в Бургтеатре. Венская премьера провалилась: публика, со времён «Фигаро» вообще охладевшая к творчеству Моцарта, не смогла свыкнуться со столь новым и необычным произведением, и в целом осталась равнодушна. От императора Моцарт получил за «Дон Жуана» 50 дукатов, и, как утверждает Дж. Райс, в течение 1782—1792 годов это был единственный случай, когда композитор получал плату за оперу, заказанную не в Вене.
С 1787 года резко снизилось количество «академий» Моцарта, а в 1788 году они вовсе прекратились — ему не удавалось собрать достаточное количество подписчиков. «Дон Жуан» на венской сцене провалился, и почти ничего не принёс. Из-за этого финансовое положение Моцарта резко ухудшилось. Очевидно, уже в это время у него начали накапливаться долги, усугубляемые затратами на лечение болеющей из-за частых родов жены. В июне 1788 года Моцарт поселяется в доме по адресу Варингергассе, 135 «У трёх звёзд» в венском пригороде Альзергрунд. Новый переезд был очередным свидетельством тяжелейших денежных проблем: арендная плата за дом в пригороде была значительно ниже, чем в городе. Вскоре после переезда умирает дочь Моцарта Терезия. С этого времени начинается череда многочисленных душераздирающих писем Моцарта с просьбами о финансовой помощи к своему другу и брату по масонской ложе, богатому венскому коммерсанту Михаэлю Пухбергу.
Несмотря на столь плачевное положение, в течение полутора месяцев лета 1788 года Моцарт пишет три, ныне — самые знаменитые, симфонии: № 39 Ми-бемоль мажор (K.543), № 40 Соль минор (K.550) и № 41 До мажор («Юпитер», K.551). Причины, побудившие написать Моцарта эти симфонии, неизвестны. По всей вероятности, они были написаны для новых концертов по подписке, однако Моцарту так и не удалось организовать их исполнения. Только одна симфония — № 40 Соль минор, по всей вероятности, была исполнена на концертах под управлением Антонио Сальери в 1791 году. С конца 1788 года Моцарт занимается переоркестровкой и аранжировкой различных (в основном духовных) сочинений И. С. Баха и Г. Ф. Генделя по просьбе своего покровителя барона ван Свитена, которые тот исполнял в своём домашнем кругу.

### Поездка в Северную Германию

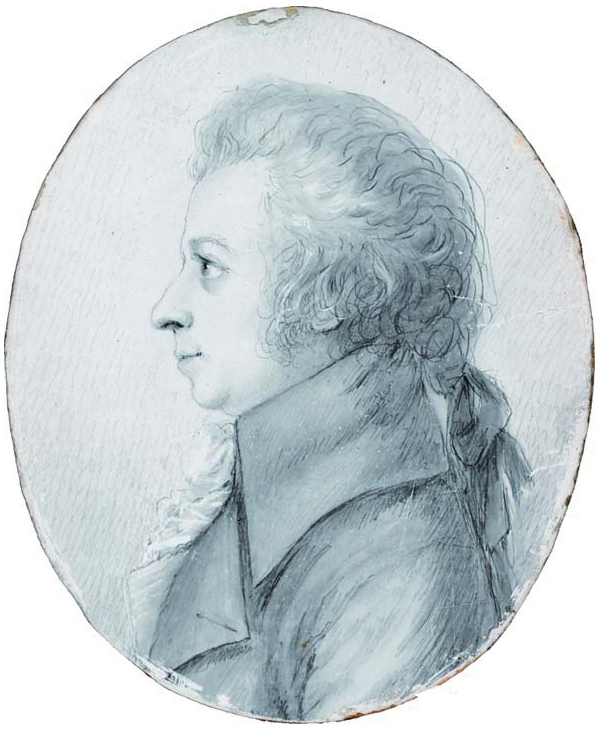
Портрет Моцарта работы Дорис Шток. Дрезден, 1789 год

К 1789 году материальное положение Моцарта по-прежнему оставалось печальным. «Академии», которые хотел провести Моцарт, не собирали достаточное количество подписчиков. Весной 1789 года друг и ученик Моцарта, князь Карл Лихновский, собираясь по делам в Берлин, предложил Моцарту место в своём экипаже, на что Моцарт с радостью согласился. Прусский король Фридрих Вильгельм II был большим любителем музыки, и его возможное покровительство пробудило в Моцарте надежду заработать достаточно денег, чтобы расплатиться с долгами, столь тяготящими его. У Моцарта не было денег даже на дорожные расходы: он был вынужден просить взаймы 100 флоринов у своего друга Франца Хофдемеля. Путешествие длилось без малого три месяца: с 8 апреля по 4 июня 1789 года. В ходе поездки Моцарт посетил Прагу, Лейпциг, Дрезден, Потсдам и Берлин. Вопреки надеждам Моцарта, путешествие в финансовом плане оказалось неудачным: денег, вырученных от поездки, оказалось катастрофически мало.
Историю о том, как в Берлине Моцарт получил приглашение стать во главе придворной капеллы короля Фридриха-Вильгельма II с содержанием в три тысячи талеров, музыковед Альфред Эйнштейн относит к области фантазии, как и сентиментальную причину отказа — будто бы из уважения к Иосифу II. Фридрих Вильгельм II лишь сделал заказ на шесть простых фортепьянных сонат для своей дочери и шесть струнных квартетов для себя самого.

### Финансовые трудности. «Так поступают все»
Почти сразу после возвращения Моцарт приступил к созданию квартетов для Фридриха Вильгельма II. Уже в июне 1789 года был готов первый из них — квартет Ре мажор (K.575). Денег едва хватало на жизнь, тем более что попытка устроить у себя на дому концерты по подписке так и не удалась. Констанция была тяжело больна язвой голени. Её лечение также сильно истощало кошелёк Моцарта. По рекомендации лечащего врача, доктора Томаса Клоссе, Моцарт был вынужден отправить жену на курорт в Бадене, что ещё сильнее увеличило его расходы. Его письма Пухбергу с просьбами о займах раскрывают всю плачевность его положения: в письме от 12 июля 1789 года Моцарт, преисполненный отчаяния, буквально изливает свою душу:
Дражайший, лучший друг!
и почтенный собрат
Боже! Я в таком положении, какого не пожелаю и злейшему врагу. И если Вы, лучший друг и брат, оставите меня, то пропаду я, несчастный, и без всякой моей вины, вместе с бедной моей больной женой и ребёнком. Уже недавно, будучи у Вас, я хотел бы излить перед Вами душу, но мне не хватило смелости! Мне не хватило бы духу и теперь — лишь с содроганием душевным осмеливаюсь я сделать это письменно, — но не осмелился бы и письменно, если бы не был уверен, что Вы меня знаете, что Вам известны мои обстоятельства и Вы совершенно убеждены в моей невиновности относительно моего злосчастного, в высшей степени прискорбного положения. […[ К сожалению, в Вене моя судьба так ко мне неблагосклонна, что я не могу ничего заработать даже если хочу. Я 14 дней подряд рассылал подписной лист, и вот на нём единственное имя — Свитен! […] Всё теперь зависит от Вас, мой единственный друг — желаете ли Вы или можете ли ссудить мне ещё 500 флоринов?
Благодаря лечению на курорте, где Моцарт периодически её навещал, уже к августу Констанция поправилась. Тем временем на венской сцене была восстановлена и имела большой успех «Свадьба Фигаро». Благодаря этому успеху Моцарт вновь с воодушевлением занялся работой для театра: писал вставные арии в свои оперы и в оперы других композиторов. В то же время да Понте написал для Сальери полностью оригинальное либретто «La scuola degli amanti» (с итал. — «Школа влюблённых»). Сальери, однако, прекратил работу над оперой, написав всего лишь два номера. После этого либретто попало к Моцарту с изменённым названием «Così fan tutte» (с итал. — «Так поступают все»). За эту оперу Моцарт получил гонорар 200 дукатов. Её премьера со средним успехом состоялась 26 января 1790 года в Бургтеатре.

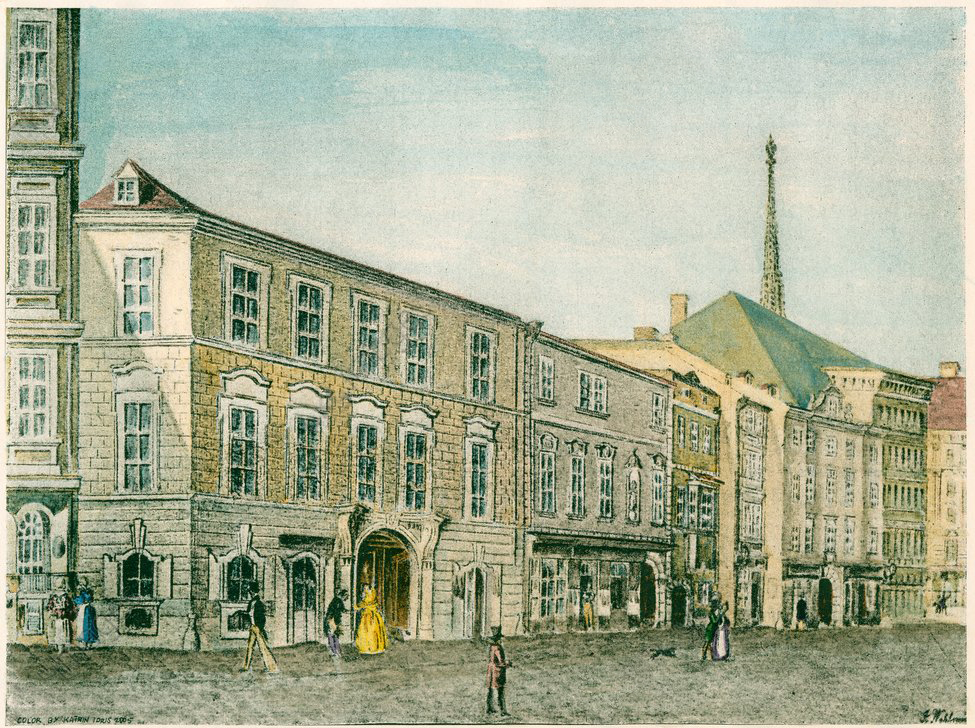
Последний дом Моцарта по адресу Рауэнштайнгассе 970 (жёлтое здание слева на переднем плане), где он умер 5 декабря 1791 года. Здание разрушено в середине XIX века. Акварель, ок. 1840 г.

В феврале 1790 года император Иосиф II умер. С восшествием на престол Леопольда II Моцарт поначалу связывал большие надежды, однако новый император не был особым любителем музыки, и к нему музыканты доступа не имели. В мае 1790 года Моцарт писал его сыну, эрцгерцогу Францу, надеясь зарекомендовать себя: «Жажда славы, любовь к деятельности и уверенность в своих познаниях заставляют меня осмелиться просить о месте второго капельмейстера, особенно потому, что весьма умелый капельмейстер Сальери никогда не занимался церковным стилем, я же с самой юности в совершенстве освоил этот стиль». Однако, прошение Моцарта было проигнорировано, что сильно его разочаровало. Моцарт был обойдён вниманием и во время визита в Вену 14 сентября 1790 года короля Фердинанда и королевы неаполитанской Каролины — был дан концерт под управлением Сальери, в котором участвовал Йозеф Гайдн и другие известные музыканты; Моцарта ни разу не пригласили играть перед королём, что его оскорбило.
Осенью 1790 года Констанция в очередной раз проходила лечение в Бадене. В свете этого материальное положение Моцарта оказалось настолько безвыходным, что он должен был уехать из Вены от преследований кредиторов, чтобы артистическим путешествием хоть немного поправить свои дела: 9 октября 1790 года во Франкфурте-на-Майне должна была состояться коронация Леопольда II, но Моцарта опять не пригласили, и он решил ехать за собственный счёт. Он выехал из Вены 23 сентября, а уже 28 сентября прибыл во Франкфурт.
Несмотря на то, что Моцарта там, по его собственному выражению, хотели «заполучить всюду», он был разочарован — сборы с концертов были ничтожно малы. В отсутствие Моцарта Констанция переехала в дом на Рауэнштайнгассе, 970. Этот дом стал последним жилищем Моцарта. Возвращаясь в Вену, Моцарт заехал в Майнц, Мангейм и Мюнхен.
Вскоре после его возвращения Вену посетил приехавший из Лондона немецкий скрипач и импресарио Иоганн Саломон. Он привлёк Гайдна к написанию концертов для себя и сделал ему предложение поехать в Лондон. С Моцартом было обговорено, что после возвращения Гайдна он тоже должен будет поехать в Англию на похожих условиях, однако из-за смерти Моцарта этого так и не произошло. Друзья Моцарт и Гайдн в последний раз в жизни виделись в день отъезда Гайдна, 15 декабря 1790 года. Смерть Моцарта годом позже глубоко поразила Гайдна, и он долго не мог освободиться от вызванного ею потрясения.

### Последний год
С января 1791 года в творчестве Моцарта наметился небывалый подъём, являвшийся завершением творческого спада 1790 года. Кроме всего прочего, Моцарт сочинил единственный за три прошедших года и последний по счёту концерт для фортепиано с оркестром (№ 27 си-бемоль мажор, K.595), который датируется 5 января. В апреле он подготовил вторую редакцию своей симфонии соль минор (№ 40, K.550), добавив в партитуру кларнеты. Позже, 16 и 17 апреля, эта симфония была исполнена на благотворительных концертах под управлением Антонио Сальери.
После неудавшейся попытки получить назначение на должность второго капельмейстера — заместителя Сальери, Моцарт сделал шаг в другом направлении: в начале мая 1791 года он направил в венский городской магистрат ходатайство с просьбой назначить его на неоплачиваемую должность ассистента капельмейстера кафедрального собора Святого Стефана. Просьба была удовлетворена, и Моцарт получил эту должность. Она предоставляла ему право стать капельмейстером после смерти тяжелобольного капельмейстера Леопольда Хофмана. Хофман, однако, пережил Моцарта.

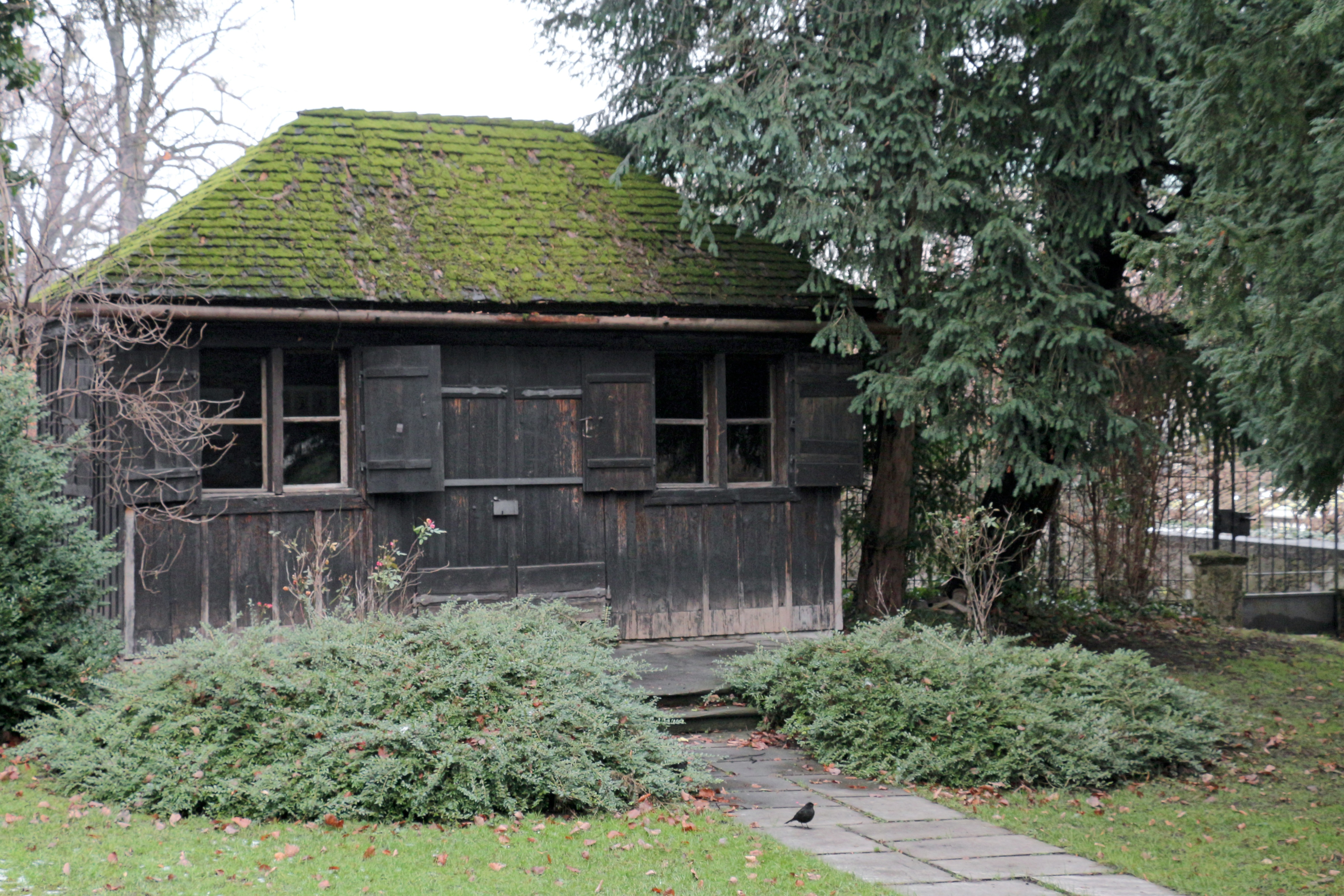
Так называемая «Ложа „Волшебной флейты“» — хижина, где Моцарт, как считается, написал свою оперу «Волшебная флейта». В настоящее время перенесена на гору Капуцинерберг (Зальцбург)

В марте 1791 года старый знакомый Моцарта, театральный актёр и импресарио Эмануэль Шиканедер, директор собственного театра «Ауф дер Виден», обратился к нему с просьбой спасти свой театр от упадка и написать для него немецкую «оперу для народа» на сказочный сюжет.
Представленная в сентябре 1791 года в Праге, по случаю коронации Леопольда II чешским королём, опера «Милосердие Тита» была принята холодно; «Волшебная флейта», поставленная в том же месяце в Вене в пригородном театре, напротив, имела такой успех, какого Моцарт в австрийской столице не знал уже много лет. В обширной и разнообразной деятельности Моцарта эта опера-сказка занимает особое место.
Моцарт, как и большинство его современников, немало внимания уделял и духовной музыке, но значимых образцов в этой области он оставил немного: кроме «Misericordias Domini» — «Ave verum corpus» (KV 618, 1791 год), написанный в совершенно не характерном для Моцарта стиле, и величественно-горестный «Реквием» (KV 626), над которым Моцарт работал последние месяцы своей жизни. Интересна история написания «Реквиема». В июле 1791 года Моцарта посетил некий таинственный незнакомец в сером и заказал ему «Реквием» (траурную заупокойную мессу). Как установили биографы композитора, это был посланец графа Франца фон Вальзегг-Штуппаха, музицирующего дилетанта, любившего исполнять у себя во дворце силами своей капеллы чужие произведения, покупая у композиторов авторство; реквиемом он хотел почтить память своей покойной жены. Работу над незавершённым «Реквиемом», потрясающим своим скорбным лиризмом и трагической выразительностью, закончил его ученик Франц Ксавер Зюсмайер, ранее принимавший некоторое участие в сочинении оперы «Милосердие Тита».

### Болезнь и смерть

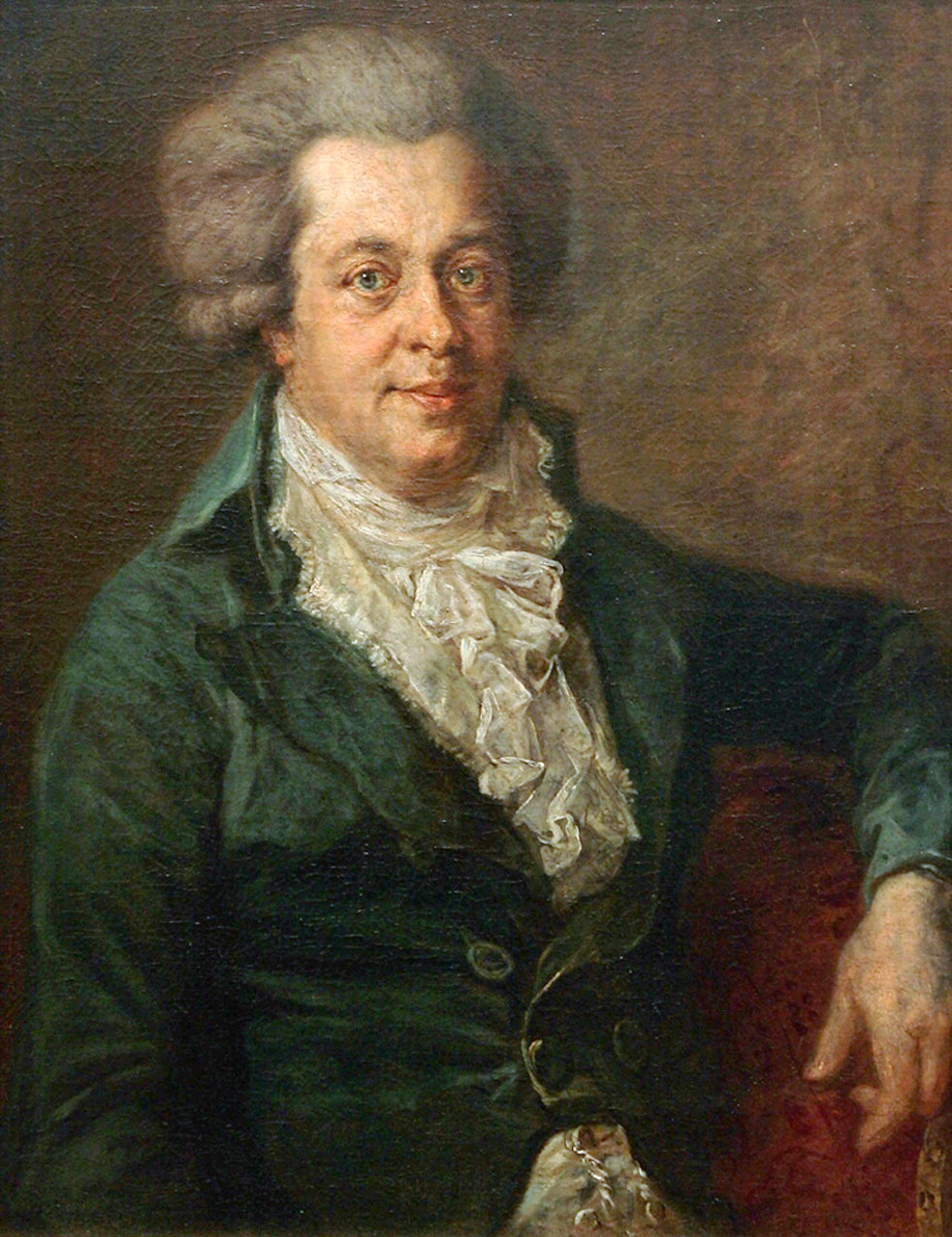
Возможно, самый последний прижизненный портрет Моцарта, написанный в 1790 году в Мюнхене. Художник Иоганн Георг Эдлингер

В связи с премьерой оперы «Милосердие Тита», Моцарт приехал в Прагу уже больным, и с этих пор его состояние ухудшалось. Ещё во время завершения «Волшебной Флейты» у Моцарта начались обмороки, он сильно пал духом. Как только «Волшебная флейта» была исполнена, Моцарт с энтузиазмом занялся работой над «Реквиемом». Эта работа настолько сильно занимала его, что он собирался даже до завершения «Реквиема» не принимать больше учеников.
По возвращении из Бадена Констанция сделала всё, чтобы удержать его от работы; в конце концов она забрала у мужа партитуру «Реквиема» и вызвала лучшего в Вене врача, доктора Николауса Клоссе. Действительно, благодаря этому состояние Моцарта настолько улучшилось, что он смог 15 ноября завершить свою масонскую кантату и продирижировать её исполнением. Он велел Констанции вернуть ему «Реквием» и продолжил над ним работать. Однако улучшение продолжалось недолго: 20 ноября Моцарт слёг. У него началась слабость, руки и ноги распухли до такой степени, что он не мог ходить, затем последовали внезапные приступы рвоты. Кроме того, у него обострился слух, и он велел убрать из комнаты клетку со своей любимой канарейкой — он не мог выносить её пения. 28 ноября состояние Моцарта ухудшилось настолько, что Клоссе пригласил на консилиум доктора М. фон Саллаба, в то время главного врача Главной венской больницы. В течение двух недель, проведённых Моцартом в постели, за ним ухаживала его свояченица Софи Вебер (впоследствии Хайбль), оставившая после себя многочисленные воспоминания о жизни и смерти Моцарта. Она замечала, что с каждым днём Моцарт постепенно слабел, к тому же его состояние усугублялось ненужными кровопусканиями, которые были привычнейшими средствами тогдашней медицины, и применялись также докторами Клоссе и Саллаба.

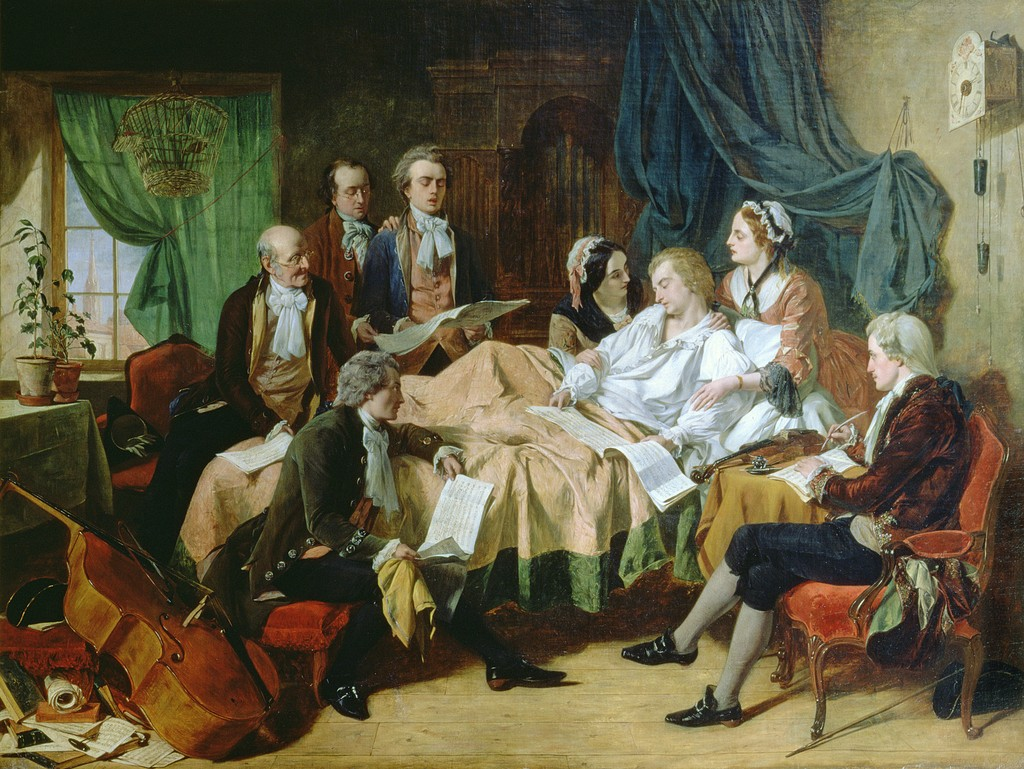
«Последние часы жизни Моцарта», картина работы Г. Н. О’Нила, 1860-е гг.

Клоссе и Саллаба диагностировали у Моцарта «острую просовидную лихорадку» (такой диагноз был указан и в свидетельстве о смерти); доктор Э. Гульднер фон Лобес, впоследствии главный врач Вены, называл эту болезнь «ревматической воспалительной лихорадкой». По свидетельству Гульднера, Клоссе с самого начала опасался смертельного исхода и говорил доктору Саллаба: «Моцарта не спасти, уже невозможно сдержать осложнение». «Болезнь, — писал Гульднер в 1824 году, — приняла свой обычный оборот и имела свою обычную продолжительность. Клоссе столь правильно наблюдал и постиг её, что предсказал её исход с точностью до часа. Подобное заболевание атаковало в то время большое количество жителей Вены и для многих из них имело столь же фатальный исход и при тех же симптомах, что и у Моцарта». В любом случае, считал Г. Аберт, болезнь Моцарта была осложнена общей ослабленностью организма — следствием тяжёлых заболеваний, перенесённых в детстве и юности и в большинстве своём связанных с чрезмерным напряжением, с трудом, не знавшим отдыха.
Впоследствии многие учёные-медики пытались уточнить диагноз, поставленный лечащими врачами Моцарта, и всё более склонялись к тому, что причиной смерти композитора стала хроническая болезнь (суставный ревматизм, почечная недостаточность, болезнь Шёнлейна—Геноха), осложнённая острым инфекционным заболеванием, каковым, помимо «ревматической воспалительной лихорадки», могла быть стрептококковая инфекция или инфекция верхних дыхательных путей. Многие врачи считают, что пагубными для пациентов, не только для Моцарта, могли оказаться и принятые в те времена методы лечения.
«…смерть есть подлинная конечная цель нашей жизни. За последние два года я так близко познакомился с этим подлинным и лучшим другом человека, что образ смерти для меня не только не заключает в себе ничего пугающего, но, напротив, даёт немало успокоения и утешения! И я благодарю Бога за то, что он даровал мне счастье понять смерть как источник  нашего подлинного блаженства».
Как считают современные исследователи, более точно установить причины смерти композитора уже невозможно. У. Стаффорд сравнивает историю болезни Моцарта с перевёрнутой пирамидой: на очень небольшом количестве документальных свидетельств громоздятся тонны вторичной литературы. При этом объём достоверных сведений за последние сто лет не увеличился, а сократился: учёные с годами всё более критически относились к свидетельствам Констанции, Софи и других очевидцев, обнаруживая в их показаниях немало противоречий.
4 декабря состояние Моцарта стало критическим. Он стал настолько чувствительным к прикосновениям, что едва терпел свою ночную рубашку. От тела ещё живого Моцарта исходило зловоние, из-за чего находиться в одной комнате с ним было затруднительно. Спустя много лет старший сын Моцарта Карл, которому на тот момент было всего семь лет, вспоминал, как он, стоя в углу комнаты, с ужасом смотрел на опухшее тело своего отца, лежащего в постели.  По свидетельству Софи, Моцарт чувствовал приближение смерти и даже просил Констанцию сообщить И. Альбрехтсбергеру о его смерти прежде, чем о ней узнают другие, чтобы тот успел занять его место в соборе Святого Стефана: он всегда считал Альбрехтсбергера прирождённым органистом и полагал, что должность помощника капельмейстера по праву должна быть его. В тот же вечер к постели больного был приглашён священник церкви Святого Петра.
Поздно вечером послали за врачом; Клоссе распорядился сделать холодный компресс на голову умирающего Моцарта, отчего тот потерял сознание. С этого момента Моцарт лежал пластом, беспорядочно бредя. Примерно в полночь он приподнялся на кровати и неподвижно смотрел в пространство, затем склонился к стене и задремал. После полуночи, без пяти минут час, то есть уже 5 декабря, наступила смерть.
Уже ночью в доме Моцарта появился барон ван Свитен, и, пытаясь утешить вдову, распорядился, чтобы она на несколько дней переселилась к друзьям. Одновременно он дал ей настоятельный совет устроить погребение как можно проще: действительно, последний долг умершему отдали по третьему классу, который стоил 8 флоринов 36 крейцеров и ещё 3 флорина за катафалк. Вскоре после ван Свитена приехал граф Деим и снял с Моцарта посмертную маску. «Чтобы одеть господина», рано утром был вызван Дайнер. Люди из похоронного братства, покрыв тело чёрной тканью, на носилках перенесли его в рабочую комнату и поставили его рядом с фортепиано. В течение дня туда приходили многие друзья Моцарта, желающие выразить соболезнования и ещё раз увидеть композитора.
Полемика вокруг обстоятельств смерти Моцарта не утихает и по сей день, несмотря на то, что со дня смерти композитора прошло более 230 лет. С его смертью связано огромное количество версий и легенд, среди которых особенно большое распространение, благодаря пьесе «Моцарт и Сальери» из сборника А. С. Пушкина «Маленькие трагедии», получила легенда об отравлении Моцарта известнейшим в то время композитором Антонио Сальери. Учёные, изучающие смерть Моцарта, разделились на два лагеря: сторонников насильственной и естественной смерти. Однако абсолютное большинство учёных считает, что Моцарт умер естественным путём, а любые версии отравлений, особенно версия отравления Сальери, недоказуемы или просто ошибочны.

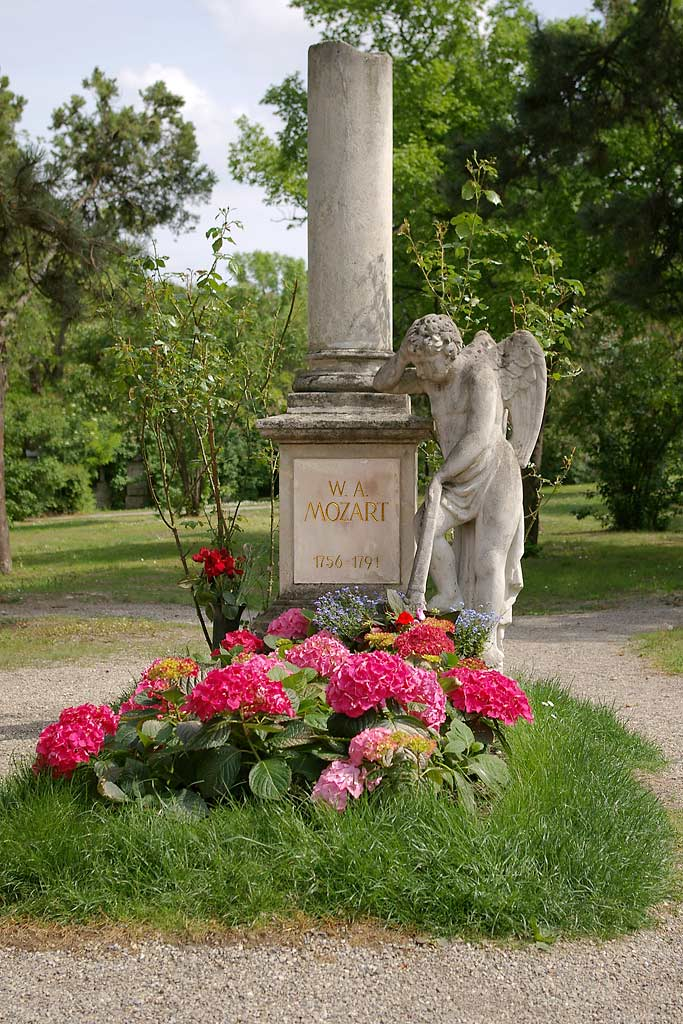
Кенотаф Моцарта — наиболее известное «захоронение» кладбища Святого Марка

6 декабря 1791 года около трёх часов пополудни тело Моцарта было привезено к собору Святого Стефана. Здесь, в Крестовой капелле, примыкающей к северной стороне собора, состоялась скромная религиозная церемония, на которой присутствовали друзья Моцарта ван Свитен, Сальери, Альбрехтсбергер, Зюсмайер, Дайнер, Рознер, виолончелист Орслер и другие. Катафалк отправился на кладбище Святого Марка, в соответствии с предписаниями того времени, после шести часов вечера, то есть уже в темноте, без сопровождающих. Дата захоронения Моцарта является спорной: источники указывают 6 декабря, когда гроб с его телом был отправлен на кладбище, однако регламент запрещал хоронить умерших раньше, чем спустя 48 часов после смерти.
Вопреки распространённому мнению, Моцарт не был похоронен в полотняном мешке в братской могиле вместе с бедняками, как это было показано в фильме «Амадей». Его похороны проходили по третьему разряду, что предусматривало погребение в гробу, но в общей могиле вместе с 5—6 другими гробами. В похоронах Моцарта не было ничего необычного для того времени. Это не были «похороны нищего». Погребёнными в отдельной могиле с надгробием или памятником могли быть только очень богатые люди и представители знати. Впечатляющие (хотя и по второму разряду) похороны Бетховена в 1827 году проходили уже в другой эпохе и, кроме того, отражали резко возросший социальный статус музыкантов.
Для венцев смерть Моцарта прошла практически незаметно, однако в Праге при большом стечении народа (около 4000 человек) в память о Моцарте спустя 9 дней после его смерти 120 музыкантов исполнили со специальными дополнениями написанный ещё в 1776 году «Реквием» Антонио Розетти.
Точное место погребения Моцарта доподлинно неизвестно: в его времена могилы оставались необозначенными, надгробные камни разрешалось ставить не на месте самого захоронения, а у стены кладбища. Могилу Моцарта много лет подряд навещала супруга его друга Иоганна Георга Альбрехтсбергера, которая брала с собой сына. Он точно помнил место захоронения композитора и, когда по случаю пятидесятилетия со дня смерти Моцарта стали разыскивать его захоронение, смог его показать. В 1859 году там соорудили памятник по проекту фон Гассера — знаменитого Плачущего Ангела. В связи со столетием со дня смерти композитора памятник перенесли в «музыкальный уголок» Центрального кладбища Вены, из-за чего снова возникла опасность потерять настоящую могилу. Тогда надзиратель кладбища Святого Марка Александр Кругер из различных остатков прежних надгробий соорудил маленький памятник. В настоящее время Плачущий Ангел возвращён на своё прежнее место.

## Личность Моцарта

Портрет Моцарта работы Йозефа Ланге, 1782/1789 год

Несмотря на то, что существует множество портретов Моцарта, получить представление о его внешности нелегко: количество подлинных портретов сравнительно мало. Наиболее точным отражением внешности Моцарта исследователи считают неоконченный портрет работы Йозефа Ланге, написанный в 1782 году, когда композитору было 26 лет.
По воспоминаниям современников, Моцарт находился в постоянном движении: он то жестикулировал руками, то стучал ногой. Лицо его было чрезвычайно подвижно, постоянно менялось его выражение. Его свояченица Софи Хайбль вспоминала, что он постоянно играл «словно на клавире» с самыми разными предметами — шляпой, тростью, цепочкой от часов, столом, стульями.
Судя по подлинным портретам, Моцарт не обладал красивой или даже привлекательной внешностью: он был мал ростом, имел довольно густые русые волосы, цвет лица был бледный — результат многих болезней и нездорового образа жизни. Это же послужило причиной того, что его большие красивые голубые глаза имели рассеянный и тревожный, по воспоминаниям современников, взгляд. Широкий, но чересчур высокий лоб покато уходил назад, нос продолжал его линию, едва отделяясь от него небольшим углублением. Сам нос был довольно большим, что отмечалось современниками. Свои черты лица Моцарт, судя по портретам, унаследовал от матери.
По мнению Германа Аберта, одной из характерных черт личности Моцарта была прирождённая наблюдательность в общении с людьми. Она заключалась в изумительной остроте и точности характеристик людей, с которыми Моцарт знакомился. Однако его суждения были лишены морализирующего пафоса, они содержали лишь радость наблюдения как такового и, прежде всего, стремление выявить в данном человеке существенное. Он не старался извлекать выгоды для себя, не завидовал личному благополучию. Прирождённое чувство собственного достоинства никогда не покидало его и в аристократических домах.
Судя по письмам и воспоминаниям современников, значительное место в жизни Моцарта занимали юмор и ирония. Свой лёгкий характер, а также склонность к грубой и порой вульгарной речи были присущи и его матери, которая любила всевозможные шутки и розыгрыши. Шутки Моцарта были довольно остроумны, особенно — если они касались окружающих его людей. В его письмах к родным в большом количестве встречаются туалетные шутки. По воспоминаниям Йозефа Ланге, окружению Моцарта приходилось выслушивать много пошлостей именно тогда, когда внутренне его занимало какое-либо крупное произведение.
Однако его шутки были вполне естественны: сознательно изображать из себя юмориста Моцарту никогда не приходило в голову. Кроме того, ему были свойственны гротескные рифмы и игра слов: он часто придумывал шуточные имена и фамилии для себя и своего ближайшего окружения. Так, например, себя он однажды назвал Трацом, поставив буквы своей фамилии в обратном порядке. Даже в книгу регистрации бракосочетаний собора Святого Стефана он вписал себя как Вольфганг Адам (вместо Амадей).
Ещё одной особенностью его личности была глубокая восприимчивость к дружбе. Герман Аберт считает, что этому способствовала его прирождённая сердечная доброта, готовность всегда прийти на помощь ближнему. Но вместе с тем он никогда не навязывался другим. Напротив, он обладал замечательной способностью (опять же, вытекавшей из его наблюдений за людьми) инстинктивно распознавать в каждом человеке, пытавшемся сблизиться с ним, те черты, которые присущи ему самому.

### Увлечения
В силу своего непосредственного характера Моцарт больше всего любил находиться в весёлом обществе: он регулярно посещал различные балы, приёмы и маскарады, и даже сам устраивал их на собственной квартире. К тому же Моцарт был хорошим танцором, особенно красиво он танцевал менуэт. Как и многие его современники, Моцарт играл в кегли, и особенно хорошо — в бильярд. У него в квартире был собственный бильярдный стол — роскошь для Вены того времени, на котором он часто играл с друзьями, или даже с женой. Друг Моцарта, тенор Майкл Келли вспоминал, что он часто играл с Моцартом в бильярд, но ни разу не выиграл у него ни одной партии.
Моцарт очень любил животных, особенно птиц — канареек и скворцов, которых он охотно держал у себя в качестве домашних животных. Кроме того, в разное время он держал также собак и даже лошадей — в венские годы Моцарт совершал ежедневные прогулки верхом в пять утра, которые были рекомендованы его лечащим врачом.

## Музыкальные инструменты
Хотя некоторые ранние произведения Моцарта и были написаны для клавесина, уже в свои молодые годы композитор был знаком с фортепиано мастера Франца Якоба Шпета из Регенсбурга. Позже, во время визита в Аугсбург, Моцарт заинтересовался инструментами Штайна и поделился своим восхищением ими в письме отцу. 22 октября 1777 г. Моцарт выступил с премьерой тройного концерта, на котором звучали инструменты от Штайна. Кафедральный органист Аугсбурга Деммлер исполнял первую часть, Моцарт вторую, а Штайн третью. В 1783 г. в Вене композитор приобрёл для себя фортепиано венского мастера Вальтера. Леопольд Моцарт подтвердил привязанность своего сына к этому инструменту в письме дочери: «Невозможно описать этот шум и гам. Рояль твоего брата перевозили, по крайней мере, 12 раз из дома в театр, либо же в чей-то дом».

## Педагогическая деятельность
Моцарт также вошёл в историю как музыкальный педагог. Хотя, по своему собственному убеждению, он не был педагогом по призванию. Моцарт часто жаловался на это: уроки игры на фортепиано отнимали у него много времени, а хождение по урокам утомляло, а иногда даже и унижало. С изрядным чувством собственного достоинства Моцарт писал отцу:

[в Париже] я не мог бы жить ничем другим, кроме как учениками, а для [этой] работы я не рождён. У меня тут живой пример. У меня было два ученика. К каждому я сходил по 3 раза, потом одного не застал, и урок пропал. Я с охотою могу дать урок из любезности, особенно, когда вижу талант, радость, удовольствие от учения. Но когда надо ходить в определённый час на дом или ждать кого-то дома, этого я не могу, как бы много этим не заработал. Это для меня невыносимо. Это я оставлю людям, которые ничего не умеют, кроме как играть на клавире. Я композитор и рождён быть капельмейстером. Я не имею права закапывать мой талант композитора, которым меня так щедро наградил милостивый Господь.

Несмотря на это, он всё же давал уроки — исключительно ради заработка. Более того, в последние годы жизни, когда Моцарт испытывал серьёзные финансовые трудности, это было одним из его немногочисленных источников дохода. Так, например, в 1790 году Моцарт имел только двух учеников, и хотел бы довести их число до восьми, о чём он и писал своему другу и кредитору Михаэлю Пухбергу, прося известить всех знакомых о том, что Моцарт набирает учеников. Среди его учеников был, в частности, английский музыкант Томас Эттвуд, который по возвращении из Австрии в Лондон сразу занял должности придворного капельмейстера, органиста в Соборе Святого Павла, музыкального наставника герцогини Йоркской, и потом принцессы Уэльской.

## Квартиры Моцарта в Вене
| Май 1781      | Дом Веберов на площади св. Петра (в «Оке божьем») |
| Сентябрь 1781 | Штадт 1175 (ныне Грабен 17)                       |
| Июль 1782     | Хоэ Брюкке 387 (в «Красной сабле»)                |
| Декабрь 1782  | Хохе Брюке 437 (дом Герберштейна-младшего)        |
| Февраль 1783  | Кольмаркт 1179                                    |
| Апрель 1783   | Юденплац 244                                      |
| Январь 1784   | Грабен 591 (дом Тратнера)                         |
| Сентябрь 1784 | Гроссе Шулерштрассе 846 (ныне «дом Фигаро»)       |
| Апрель 1787   | Ландштрассе 224                                   |
| Декабрь 1787  | Шультерштрассе 281                                |
| Июнь 1788     | Альзергрунд 135                                   |
| Сентябрь 1789 | Юденплац 245                                      |
| Сентябрь 1790 | Рауэнштайнгассе 970                               |

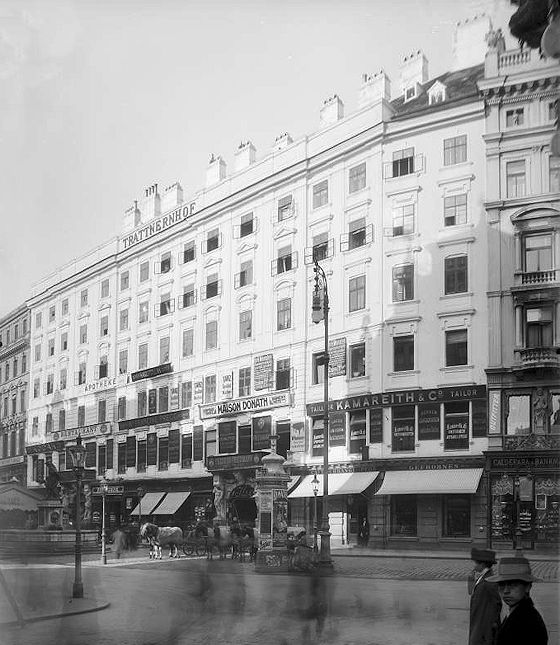
Дом Траттнера на Грабен, 1910 год. В этом доме родился сын композитора Карл Томас. Здание было снесено в 1911 году

На протяжении десяти проведённых в Вене лет Моцарт неоднократно переезжал с места на место. Дольше всего — два с половиной года — он прожил в роскошном доме № 846 на Гроссе Шулерштрассе. Обычно композитор оставался на одном и том же месте не больше года, всего сменив в Вене 13 квартир.
Покинув Зальцбург после разрыва с архиепископом, Моцарт вначале поселился в Вене в доме фрау Вебер, матери своей первой возлюбленной Алоизии. Здесь начался его роман с Констанцией, впоследствии ставшей женой композитора. Однако ещё до свадьбы, чтобы пресечь нежелательные слухи о его связи с Констанцией, он переехал на новое место. Через четыре месяца после свадьбы, зимой 1782 года, супруги перебрались в дом Герберштейна-младшего на Хохе Брюке. В сентябре 1784 года, когда Моцарт находился в зените своей славы, его семья поселилась на Гроссе Шулерштрассе, 5, в называемом теперь «доме Фигаро». В 1788 году Моцарт поселился в венском пригороде Альзергрунд на Варингерштрассе, 135, в доме «У трёх звёзд». Примечательно, что в письме Пухбергу Моцарт хвалит своё новое жилище за то, что у дома есть свой сад. Именно в этой квартире Моцарт начинает сочинять оперу «Так поступают все» и три последние симфонии.

## Творчество
Отличительной чертой творчества Моцарта является сочетание строгих, ясных форм с глубокой эмоциональностью. Уникальность его творчества состоит в том, что он не только писал во всех существовавших в его эпоху формах и жанрах, но и в каждом из них оставил произведения непреходящего значения. Музыка Моцарта обнаруживает множество связей с разными национальными культурами (особенно итальянской), тем не менее она принадлежит национальной венской почве и носит печать творческой индивидуальности композитора.
Моцарт — один из известнейших мелодистов. Его мелодика сочетает черты австрийской и немецкой народной песенности с певучестью итальянской кантилены. Несмотря на то, что его произведения отличаются поэтичностью и тонким изяществом, в них часто встречаются мелодии мужественного характера, с большим драматическим пафосом и контрастными элементами.
Особое значение Моцарт придавал опере. Его оперы — целая эпоха в развитии этого вида музыкального искусства. Наряду с Кристофом Глюком, он являлся одним из реформаторов жанра оперы, оказав на него значительный вклад, но в отличие от него, Моцарт основой оперы считал музыку. Он создал совершенно иной тип музыкальной драматургии, где оперная музыка находится в полном единстве с развитием сценического действия. Как следствие — в его операх нет однозначно положительных и отрицательных персонажей, характеры живые и многогранные, показаны взаимоотношения людей, их чувства и стремления. Наиболее популярными стали оперы «Свадьба Фигаро», «Дон Жуан» и «Волшебная флейта».
Большое внимание Моцарт уделял симфонической музыке. Благодаря тому, что на протяжении своей жизни он работал параллельно над операми и симфониями, его инструментальная музыка отличается певучестью оперной арии и драматической конфликтностью. Наиболее популярными стали три последние симфонии — № 39, № 40 и № 41 («Юпитер»). Также Моцарт стал одним из создателей жанра классического концерта.
Камерно-инструментальное творчество Моцарта представлено разнообразными ансамблями (от дуэтов до квинтетов) и произведениями для фортепиано (сонаты, вариации, фантазии). Моцарт отказался от клавесина и клавикорда, обладающих по сравнению с фортепиано более слабым звуком. Фортепианная манера Моцарта отличается элегантностью, отчётливостью, тщательной отделкой мелодии и аккомпанемента.
Тематический каталог сочинений Моцарта («Chronologisch-thematisches Verzeichniss sämmtlicher Tonwerke W. A. Mozart´s») был составлен в 1862 году Кёхелем. По исчислению Кёхеля, Моцарт написал 68 духовных произведений (мессы, оффертории, гимны и пр.), 23 произведения для театра, 22 сонаты для клавесина, 45 сонат и вариаций для скрипки и клавесина, 32 струнных квартета, около 50 симфоний, 55 концертов и пр., в общей сложности 626 произведений. Каталог Кёхеля неоднократно пересматривался моцартоведами.

## Дети
У супружеской пары Моцартов родилось 6 детей, четверо умерли в младенчестве:
- Раймунд Леопольд (17 июня — 19 августа 1783)
- Карл Томас (21 сентября 1784 — 31 октября 1858)
- Иоганн Томас Леопольд (18 октября — 15 ноября 1786)
- Терезия Констанция Аделаида Фредерика Марианна (27 декабря 1787 — 29 июня 1788)
- Анна Мария (умерла вскоре после рождения[К 13], 25 декабря 1789)
- Франц Ксавер Вольфганг (26 июля 1791 — 29 июля 1844)

## Увековечение памяти

Памятники и монументы
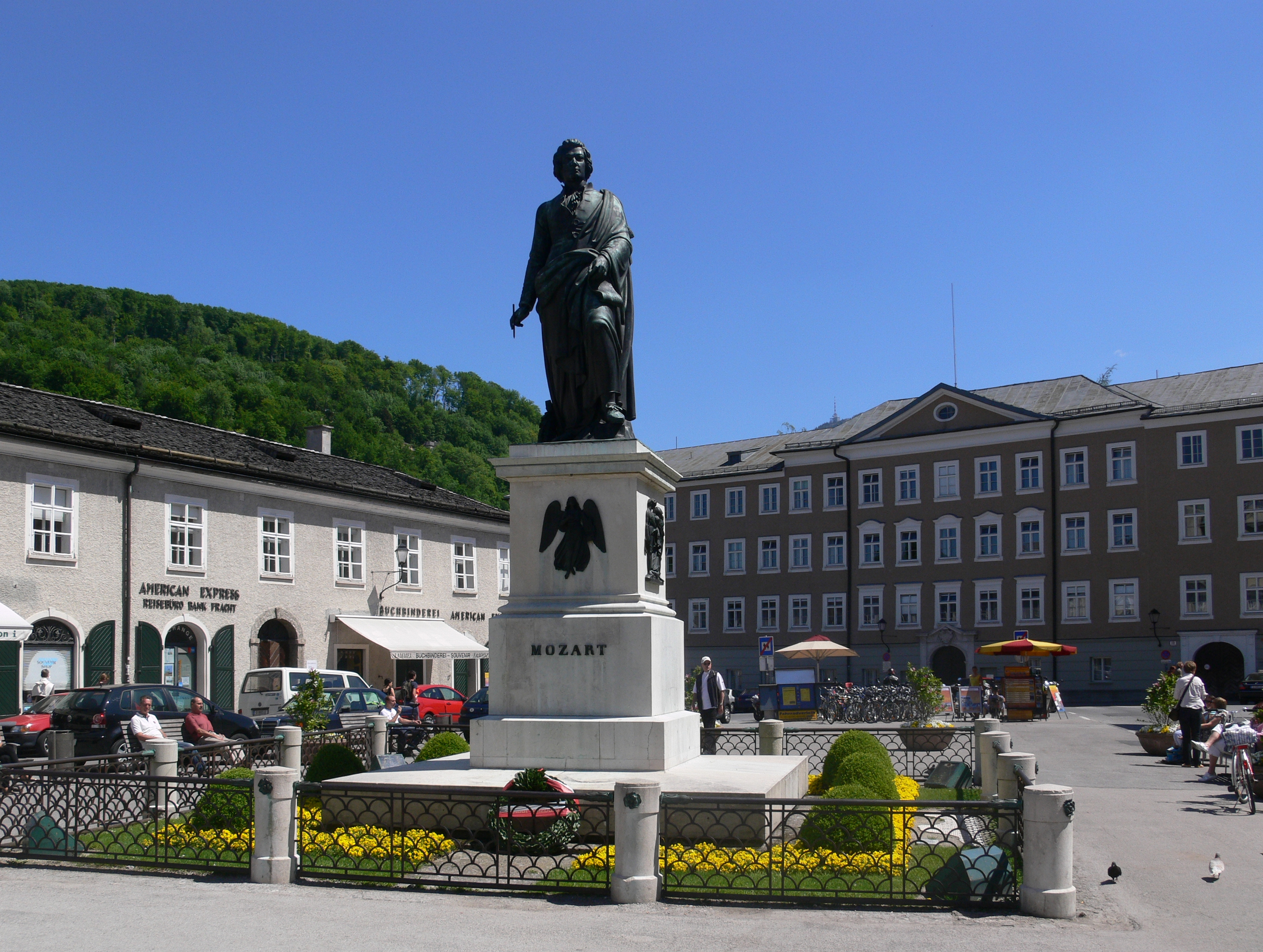
Памятник Моцарту в Зальцбурге
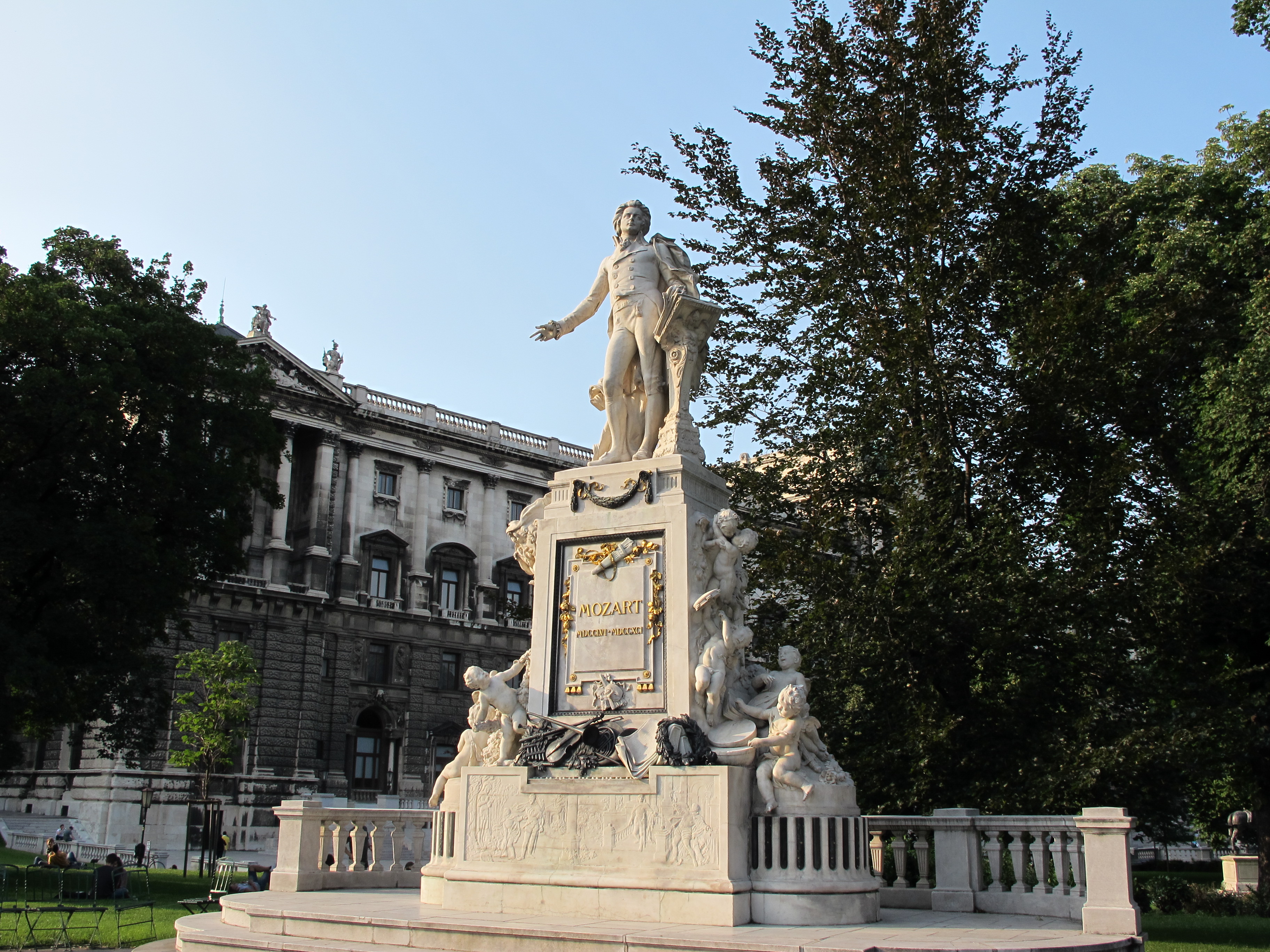
Памятник Моцарту в Вене

На монетах и почтовых марках
2 шиллинга 1931 года — австрийская памятная монета, посвящённая 175-летию со дня рождения Моцарта
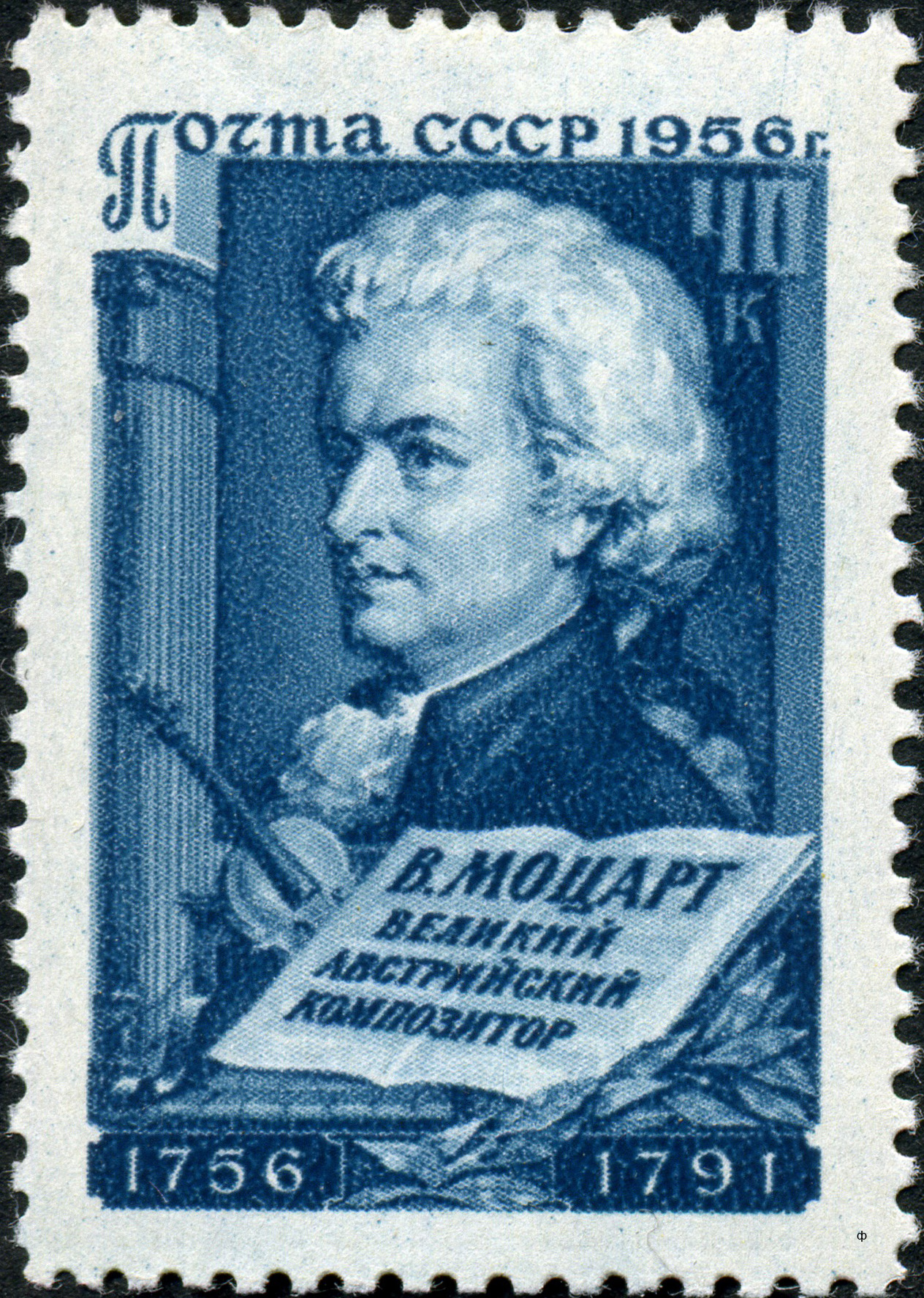
Почтовая марка СССР, 1956 год
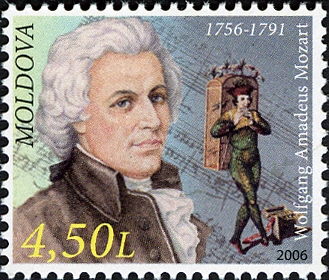
Почтовая марка Молдовы, 2006 год

### В астрономии
В честь Моцарта назван астероид (1034) Моцартия, открытый в 1924 году советским астрономом Владимиром Альбицким в Симеизской обсерватории

## В культуре
Драма жизни и творчества Моцарта, а также загадка его смерти стали плодотворной темой для художников всех видов искусств. Моцарт стал героем многочисленных произведений литературы, драматургии и кинематографа. Все их перечислить невозможно — ниже приведены наиболее известные из них:

### Драмы. Пьесы. Книги
- 1830 — «Маленькие трагедии. Моцарт и Сальери.» — А. С. Пушкин, драма
- 1855 — «Моцарт на пути в Прагу» — Эдуард Мёрике, повесть
- 1967 — «Возвышенное и земное» — Дэвид Вейс[англ.], роман
- 1970 — «Убийство Моцарта» — Дэвид Вейс, роман
- 1979 — «Амадей» — Питер Шеффер, пьеса.
- 1991 — «Моцарт: социология одного гения» — Норберт Элиас, социологическое исследование о жизни и творчестве Моцарта в условиях современного ему общества. Оригинальное название: «Mozart. Zur Sociologie eines Genies»
- 2002 — «Несколько встреч с покойным господином Моцартом» — Э. Радзинский, историческое эссе.
- Высоко оценённую книгу о композиторе написал Г. В. Чичерин
- «Старый повар». — К. Г. Паустовский

### Кинематограф
| Год  | Страна                                      | Название                                                                       | Режиссёр                        | Моцарт                   | Комментарий |
| ---- | ------------------------------------------- | ------------------------------------------------------------------------------ | ------------------------------- | ------------------------ | --- |
| 1942 | Германия                                    | Моцарт. Кого любят боги / Wen die Götter lieben                                | Карл Хартль                     | Ханс Хольт               | |
| 1948 | Австрия, США                                | История Моцарта / The Mozart Story                                             | Карл Хартль и Франк Висбар      | Ханс Хольт               | |
| 1962 | СССР                                        | Моцарт и Сальери                                                               | Владимир Гориккер               | Иннокентий Смоктуновский | Телепостановка оперы Николая Римского-Корсакова на сюжет «Маленьких трагедий» Пушкина «Моцарт и Сальери». Вокал — Сергей Лемешев                                                                                              |
| 1971 | СССР                                        | Маленькие трагедии                                                             | Антонин Даусон и Леонид Пчёлкин | Иннокентий Смоктуновский | Телевизионный фильм по спектаклю ленинградского Государственного ордена Трудового Красного знамени Академического театра драмы имени А. С. Пушкина (постановка Леонида Вивьена)                                               |
| 1979 | СССР                                        | Маленькие трагедии. Моцарт и Сальери                                           | Михаил Швейцер                  | Валерий Золотухин        | Художественный трёхсерийный фильм по одноимённому поэтическо-драматическому циклу А. С. Пушкина |
| 1982 | Франция, Бельгия, Канада, Италия, Швейцария | Моцарт / Mozart                                                                | Марсель Блюваль                 | Кристоф Банцер           | Биографический мини-сериал о жизни и творчестве Моцарта с 8-летнего возраста до смерти |
| 1984 | США, Франция, Чехословакия, Италия          | Амадей / Amadeus                                                               | Милош Форман                    | Том Халс                 | Художественный фильм по мотивам одноимённой пьесы 1979 года Питера Шеффера, написанной под впечатлением от трагедии Пушкина «Моцарт и Сальери» и одноимённой оперы Николая Римского-Корсакова. Фильм получил 8 премий «Оскар» |
| 1984 | Италия                                      | Нас трое / Noi tre                                                             | Пупи Авати                      | Кристофер Дейвидсон      | |
| 1985 | ГДР Чехословакия                            | Забыть Моцарта / Vergeßt Mozart                                                | Мирослав Лютер                  | Макс Тидоф               | |
| 1991 | Австрия                                     | Вольфганг А. Моцарт / Wolfgang A. Mozart                                       | Юрай Герц                       | Александр Луц            | |
| 1995 | Франция                                     | Дебюсси, или Мадемуазель Шу-Шу / La musique de l’amour: Chouchou               | Джеймс Селлан Джонс             | Дмитрий Исаев            | Роль маленького Моцарта, играющего на скрипке, во французском фильме стала первой ролью в кино российского актёра Дмитрия Исаева                                                                                              |
| 1999 | Австрия                                     | Mozart!                                                                        |                                 | Ингве Гасой-Ромдал       | Мюзикл Сильвестра Леваи, либретто — Михаэль Кунце |
| 2005 | Канада                                      | Очарованные Моцартом / Mozartballs                                             | Томас Вальнер и Ларри Вайнштейн |                          | Документальный фильм ZDF, ARTE |
| 2006 | Россия                                      | Моцарт                                                                         | Светлана Баскова                |                          | |
| 2006 | Австрия                                     | Моцарт — я составил бы славу Мюнхену / Mozart — Ich hätte München Ehre gemacht | Бернд Фишерауэр                 | Ксавер Хуттер            | Телесериал ARD |
| 2009 | Россия                                      | Маленькие трагедии                                                             | Ирина Евтеева                   | Алексей Барабаш          | Фильм-фантазия на темы произведений Александра Пушкина |
| 2009 | Франция                                     | Моцарт. Рок-опера / Mozart L’Opera Rock                                        | Дов Аттья и Альбер Коэн         | Микеланджело Локонте     | Мюзикл, посвящённый истории жизни Вольфганга Амадея Моцарта. Музыка Жан-Пьер Пило и Оливье Шультез, слова Дов Аттья и Франсуа Шоке, либретто Жан-Пьер Пило, Оливьер Шультез и Вильям Руссо                                    |
| 2006 | Германия, Австрия                           | Маленький Моцарт / Little Amadeus                                              |                                 |                          | Детский мультсериал, основанный на биографии Моцарта |

### Записи, сделанные на инструментах эпохи Моцарта
- Николаус Арнонкур, Рудольф Бухбиндер. Вольфганг Амадеус Моцарт. «Фортепианные концерты № 23, 25.» Записано на реплике рояля Вальтера от Пола Макналти
- Роберт Левин, Академия античной музыки, Кристофер Хогвуд. Вольфганг Амадеус Моцарт. «Фортепианные концерты № 15, 26.» Записано на реплике рояля Вальтера от Пола Макналти
- Андраш Шифф. Вольфганг Амадеус Моцарт. «Произведения для фортепиано». Записано на рояле Моцарта в Зальцбурге.
- Пауль Бадура-Скода. Вольфганг Амадеус Моцарт. «Произведения для фортепиано». Записано на оригинальном рояле от Вальтера
- Линда Николсон. Вольфганг Амадеус Моцарт. «Сонаты для фортепиано». Записано на оригинальном рояле от Вальтера
- Вивиана Софроницкая. Вольфганг Амадеус Моцарт. «Первое в мире полное собрание произведений для рояля и оркестра, исполненных на оригинальных инструментах» (11 дисков). Записано на реплике рояля Вальтера от Пола Макналти.

### Медицина
Прослушивание «Сонаты для двух фортепиано в ре-мажоре № 448» Моцарта снижает частоту приступов эпилепсии.